# Mindestalter für Alkoholerwerb
Das Mindestalter für Alkoholerwerb bezeichnet das Alter, das eine Person erreicht haben muss, um alkoholische Getränke legal käuflich erwerben zu können. In einigen Ländern wird hierbei zwischen Getränken mit geringerem Alkoholgehalt – wie etwa Bier, Schaumwein und Wein – sowie höherprozentigen Spirituosen unterschieden. In anderen Ländern wird zwischen dem Ort des Erwerbs (z. B. Gaststätten, Bars und Schankbetrieben) und dem Einzelhandel unterschieden. In vielen arabischen Staaten ist der Verkauf und Konsum von Alkohol grundsätzlich verboten. Es gibt jedoch Ausnahmen für Touristen, Ausländer und/oder nicht-muslimische Einheimische, die einer religiösen Minderheit angehören. Diese Personen dürfen unter bestimmten Bedingungen Alkohol erwerben und konsumieren.

Mindestalter für Alkoholerwerb weltweit (Stand 2023):
verboten (Prohibition)
25 Jahre
23 Jahre
21 Jahre
20 Jahre
19 Jahre
18 Jahre
17 Jahre
16 Jahre
14 Jahre
Verkauf nicht geregelt/keine Informationen
Bei Kombinationen aus 2 Farben treffen beide Beschränkungen zu, jedoch variieren sie je nach Ort des Verkaufs oder der Höhe des Alkoholgehalts.

## Mindestalter für den Erwerb in den einzelnen Ländern
Die untenstehende Liste zeigt das Mindestalter für den käuflichen Erwerb von Alkohol. Sollte sich das Mindestalter für den Konsum hiervon unterscheiden, ist dies in den Bemerkungen erwähnt. Der Ausdruck „nicht geregelt“ bedeutet, dass das Mindestalter nicht definiert ist. Wenn die rechtliche Situation bezüglich eines Verbots des Alkoholkonsums durch Minderjährige unklar ist oder es keine verlässlichen Quellen dazu gibt, wird dies als „unklar“ vermerkt.

### Asien
| Land | Bundesstaat/Region/Provinz                   | De jure                        | De jure                        | De jure                                                                                        | De jure | Anmerkungen |
| Land | Bundesstaat/Region/Provinz                   | Konsumverbot für Minderjährige | Konsumverbot für Minderjährige | Mindestalter Erwerb                                                                            | Mindestalter Erwerb | Anmerkungen |
| Land | Bundesstaat/Region/Provinz                   | Privat                         | Öffentlich                     | Gaststätten                                                                                    | Einzelhandel | Anmerkungen |
| --- | -------------------------------------------- | ------------------------------ | ------------------------------ | ---------------------------------------------------------------------------------------------- | --- | --- |

Mindestalter für Alkoholerwerb in Asien:
verboten (Prohibition)
25 Jahre
23 Jahre
21 Jahre
20 Jahre
19 Jahre
18 Jahre
Nicht geregelt
Bei Kombinationen aus 2 Farben treffen beide Beschränkungen zu, jedoch variieren sie je nach Ort des Verkaufs oder der Religionszugehörigkeit.

Konsumverbote für Minderjährige in Asien:
Konsum durch Minderjährige in der Öffentlichkeit und auf privatem Grund reguliert.
Konsum durch Minderjährige in der Öffentlichkeit reguliert, auf privatem Grund unreguliert.
Konsum durch Minderjährige in der Öffentlichkeit und auf privatem Grund unreguliert.
Gesetzeslage unklar.

| Afghanistan | Afghanistan                                  | Nein                           | Nein                           | verboten                                                                                       | verboten | Vor der Machtübernahme durch die Taliban war der Import, die Herstellung, der Konsum und Verkauf von Alkohol gemäß dem 9. Kapitel des Strafgesetzbuches verboten. Die Strafen reichten je nach Schwere der Straftat von Haftstrafen bis zu einem Jahr sowie Geldstrafen. Medienberichten zufolge wurde seit der Übernahme der Taliban in Afghanistan das Sharia-Recht eingeführt. Demnach werden für Delikte, die mit dem Konsum oder Handel von Alkohol in Verbindung stehen, 35 Peitschenhiebe als Strafe verhängt. |
| Bangladesch | Bangladesch                                  | Ja                             | Ja                             | verboten (für Inländer ohne Alkohollizenz)                                                     | verboten (für Inländer ohne Alkohollizenz) | Zur Durchführung des Verkaufs und Ausschanks von Alkohol benötigen Hotels, Restaurants und Verkaufsstellen eine offizielle Lizenz der Regierung. Die Lizenzen stehen auch Clubs und Organisationen zur Verfügung, die eine bestimmte Anzahl von Mitgliedern mit Alkohollizenz haben. Der Antragsprozess für eine Alkohollizenz zum persönlichen Konsum von Alkohol steht allen Personen über 21 Jahren offen. Um eine Alkohollizenz zu erhalten, müssen Muslime über 21 Jahre eine ärztliche Verschreibung von einem Arzt erhalten, der mindestens den Rang eines außerordentlichen Professors innehat. Aufgrund der strengen Gesetzgebung werden Alkohollizenzen für den persönlichen Konsum in der Praxis faktisch nur an Nicht-Muslime ausgestellt. Allerdings benötigen Ausländer keine Lizenz, um Alkohol zu konsumieren oder zu erwerben.                           |
| Bangladesch | Bangladesch                                  | Ja                             | Ja                             | 21 (für Ausländer und Inländer mit Alkohollizenz)                                              | | Zur Durchführung des Verkaufs und Ausschanks von Alkohol benötigen Hotels, Restaurants und Verkaufsstellen eine offizielle Lizenz der Regierung. Die Lizenzen stehen auch Clubs und Organisationen zur Verfügung, die eine bestimmte Anzahl von Mitgliedern mit Alkohollizenz haben. Der Antragsprozess für eine Alkohollizenz zum persönlichen Konsum von Alkohol steht allen Personen über 21 Jahren offen. Um eine Alkohollizenz zu erhalten, müssen Muslime über 21 Jahre eine ärztliche Verschreibung von einem Arzt erhalten, der mindestens den Rang eines außerordentlichen Professors innehat. Aufgrund der strengen Gesetzgebung werden Alkohollizenzen für den persönlichen Konsum in der Praxis faktisch nur an Nicht-Muslime ausgestellt. Allerdings benötigen Ausländer keine Lizenz, um Alkohol zu konsumieren oder zu erwerben.                           |
| Bhutan | Bhutan                                       | Nein                           | Nein                           | 18                                                                                             | 18 | [ 8 ] |
| Brunei | Brunei                                       | Ja                             | Ja                             | verboten                                                                                       | verboten | In Brunei ist der Verkauf von Alkohol verboten. Nicht-Muslime über 17 Jahren dürfen jedoch Alkohol für den persönlichen Gebrauch importieren, vorausgesetzt, sie deklarieren dies den Zollbehörden vor Ankunft. Die Menge darf insgesamt 2 Liter Spirituosen und 12 Dosen Bier à 330 ml alle 48 Stunden nicht überschreiten. Der importierte Alkohol muss „am Wohnort des Importeurs gelagert und konsumiert werden“ und darf „nicht an eine andere Person weitergegeben, übertragen oder verkauft werden.“ |
| Volksrepublik China | Volksrepublik China (Festland)               | Nein                           | Nein                           | 18                                                                                             | 18 | Das Gesetz zum Schutz von Minderjährigen in der Volksrepublik China verbietet gemäß Artikel 37 den Verkauf und Ausschank von Alkohol an Minderjährige. Der Konsum von Alkohol durch Minderjährige ist jedoch nicht gesetzlich untersagt. |
| Volksrepublik China | Hongkong                                     | Nein                           | Nein                           | 18                                                                                             | 18 | Die gesetzlichen Vorgaben in Hongkong untersagen den Verkauf, Ausschank und das kostenlose Überlassen von alkoholischen Getränken an Personen unter 18 Jahren in jedem geschäftlichen Kontext. Im Gegensatz dazu sind der Konsum, Besitz und das Überlassen von Alkohol in einem nicht-geschäftlichen Kontext nicht Gegenstand der Gesetzgebung. |
| Volksrepublik China | Macau                                        | Nein                           | Nein                           | 18                                                                                             | 18 | Im Jahr 2020 wurde ein neues Gesetz zum Schutz der Jugend vor Alkoholmissbrauch eingeführt. Dieses Gesetz verbietet den Verkauf, Ausschank und das Überlassen von Alkohol zum kommerziellen und nicht-kommerziellen Gebrauch an öffentlichen Orten an Personen unter 18 Jahren. Es gibt jedoch Ausnahmen für registrierte Traditionelle Chinesische Arzneimittel sowie ärztlich verschriebene Medikamente oder Therapien. Der Konsum von Alkohol selbst ist für Minderjährige nicht verboten. |
| Indien |                                              |                                |                                |                                                                                                | | |
| Andamanen und Nikobaren Himachal Pradesh Mizoram Puducherry Rajasthan Sikkim | Nein                                         | Ja                             | 18                             | 18                                                                                             | In den genannten Staaten gilt ein gesetzliches Mindestalter von 18 Jahren für den Verkauf und Ausschank von Alkohol. Ebenso ist der Konsum von Alkohol für Minderjährige verboten. | |
| Andhra Pradesh Arunachal Pradesh Assam Dadra und Nagar Haveli und Daman und Diu Goa Jammu und Kashmir (Unionsterritorium) Ladakh Jharkhand Karnataka Chhattisgarh Madhya Pradesh Odisha Tamil Nadu Telangana Tripura Uttar Pradesh Uttarakhand Westbengalen | Nein                                         | Ja                             | 21                             | 21                                                                                             | In den genannten Staaten gilt ein gesetzliches Mindestalter von 21 Jahren für den Verkauf und Ausschank von Alkohol. Ebenso ist der Konsum von Alkohol für Minderjährige verboten. | |
| Kerala | Nein                                         | Ja                             | 23                             | 23                                                                                             | In Kerala gilt ein gesetzliches Mindestalter von 23 Jahren für den Verkauf und Ausschank von Alkohol. Ebenso ist der Konsum von Alkohol für Minderjährige verboten.                | |
| Punjab (Indien) Haryana Chandigarh Delhi Meghalaya Maharashtra | Nein                                         | Ja                             | 25                             | 25                                                                                             | In den genannten Staaten gilt ein gesetzliches Mindestalter von 25 Jahren für den Verkauf und Ausschank von Alkohol. Ebenso ist der Konsum von Alkohol für Minderjährige verboten. | |
| Bihar Gujarat Lakshadweep Manipur Nagaland | Nein                                         | Ja                             | verboten                       | verboten                                                                                       | In den genannten Bundesstaaten ist es untersagt, alkoholische Getränke zu importieren, herzustellen, zu verkaufen und zu konsumieren.                                              | |
| Indonesien | Restliche Indonesische Staaten               | Nein                           | Nein                           | 21                                                                                             | 21 | Bis April 2014 verbot Artikel 538 den Verkauf und Ausschank von Alkohol an Personen unter 16 Jahren. Mit der Verordnung des Handelsministers Nr. 20/M-Dag/Per/4/2014, Artikel 15, wurde die Altersgrenze auf 21 Jahre angehoben. Im Jahr 2016 wurde ein Gesetz im Parlament eingebracht, das den Verkauf und Ausschank von Alkohol vollständig verbieten sollte. Das Gesetz wurde jedoch nicht umgesetzt. Im Jahr 2020 wurde das Gesetz erneut in das Parlament eingebracht, aber bis zum Jahr 2023 noch nicht umgesetzt. Die gesetzlichen Bestimmungen verbieten nicht den Konsum von Alkohol durch Minderjährige. Allerdings ist öffentlicher Alkoholkonsum in Indonesien verboten. |
| Indonesien | Aceh                                         | Nein                           | Nein                           | verboten                                                                                       | verboten | Seit 2014 werden Einwohnern und Besuchern von Aceh, die Alkohol konsumieren oder gegen moralische Verhaltensregeln verstoßen, sechs bis neun Stockpeitschenhiebe als Strafe angedroht. |
| Irak | Restliche Irakische Gouvernements            | Nein                           | Nein                           | verboten                                                                                       | verboten | Im März 2023 wurde ein Gesetz verabschiedet, das den Import, den Verkauf und den Konsum von Alkohol untersagt. Innerhalb der christlichen und anderer nicht-muslimischer Minderheiten sowie bei deren politischen Vertretern regte sich Widerstand gegen das neue Gesetz. Es wurde bereits angekündigt, dass Rechtsmittel gegen das Gesetz eingelegt werden sollen, und bislang ist unklar, wie streng das Gesetz durchgesetzt wird. |
| Irak | Autonome Region Kurdistan                    | Nein                           | Nein                           | 21 (de facto)                                                                                  | 18 (de facto) | Obwohl das Gesetz formell in der Autonomen Region Kurdistan in Kraft getreten ist, hat die Regierung bekannt gegeben, dass es durch das Kabinett geprüft wird und es unwahrscheinlich ist, dass es seine Zustimmung erhält. In der Zwischenzeit bleibt der Alkoholkonsum faktisch weiterhin legal, und das Gesetz wird nicht umgesetzt. Dementsprechend gelten weiterhin die alten Bestimmungen des Art. 388 des Irakischen Strafgesetzbuches, nach dem der Verkauf und Ausschank von Alkohol an Personen unter 18 Jahren verboten ist. Ebenso ist der Verkauf an Personen unter 18 Jahren in Bars, Nachtclubs und Schankbetrieben untersagt, während das Zutrittsalter für solche Betriebe bei 21 Jahren liegt. Das bedeutet, dass die Altersgrenze für den Zugang zu Gaststätten faktisch bei 21 Jahren liegt und im Einzelhandel eine Altersgrenze von 18 Jahren gilt. |
| Iran | Iran                                         | unklar                         | unklar                         | verboten                                                                                       | verboten | Für Muslime gänzlich verboten. Religiöse Minderheiten dürfen geringe Mengen für den eigenen Bedarf in Geschäften, die von der eigenen religiösen Minderheit betrieben werden, erwerben. |
| Israel | Israel                                       | Nein                           | Ja                             | 18                                                                                             | 18 | Es ist verboten, Minderjährigen unter 18 Jahren alkoholische Getränke zu verkaufen. Der Konsum durch Minderjährige in der Öffentlichkeit ist untersagt. |
| Japan | Japan                                        | Ja                             | Ja                             | 20                                                                                             | 20 | Das Gesetz verbietet den Verkauf und Ausschank von Alkohol an Personen unter 20 Jahren. Ebenso ist es Personen unter 20 Jahren grundsätzlich untersagt, Alkohol zu konsumieren. Eltern oder Fürsorgeberechtigte dürfen Personen unter 20 Jahren ebenfalls nicht den Alkoholkonsum gestatten. |
| Jemen | Jemen                                        | unklar                         | unklar                         | verboten                                                                                       | verboten | Gemäß Artikel 283 des Strafgesetzbuches wird jeder erwachsene, gesunde Muslim, der ein alkoholisches Getränk getrunken hat, mit fünfzig Peitschenhieben auf einem öffentlichen Platz ausgepeitscht. Zusätzlich können, entsprechend den religiösen Verordnungen, das Gesetz ergänzend, Freiheitsstrafen von bis zu einem Jahr verhängt werden. Allerdings ist der Konsum, Erwerb und Besitz von Alkohol durch nicht-muslimische Einheimische sowie Touristen gestattet. Der Verkauf von Alkohol beschränkt sich jedoch auf große Hotels und Bars. |
| Jemen | Jemen                                        | unklar                         | unklar                         | nicht geregelt aber legal (für nicht-Muslime und Touristen)                                    | | Gemäß Artikel 283 des Strafgesetzbuches wird jeder erwachsene, gesunde Muslim, der ein alkoholisches Getränk getrunken hat, mit fünfzig Peitschenhieben auf einem öffentlichen Platz ausgepeitscht. Zusätzlich können, entsprechend den religiösen Verordnungen, das Gesetz ergänzend, Freiheitsstrafen von bis zu einem Jahr verhängt werden. Allerdings ist der Konsum, Erwerb und Besitz von Alkohol durch nicht-muslimische Einheimische sowie Touristen gestattet. Der Verkauf von Alkohol beschränkt sich jedoch auf große Hotels und Bars. |
| Jordanien | Jordanien                                    | Nein                           | Nein                           | 18                                                                                             | 18 | Gemäß Artikel 391 des Strafgesetzbuches ist es untersagt, alkoholische Getränke an Personen unter 18 Jahren abzugeben oder zu verkaufen. Das Gesetz regelt jedoch nicht den Konsum von Alkohol durch Minderjährige selbst. Darüber hinaus verbietet Artikel 390 öffentliche Trunkenheit, wenn das Verhalten der betreffenden Person gegen die öffentliche Ordnung verstößt. |
| Kambodscha | Kambodscha                                   | Nein                           | Nein                           | nicht geregelt                                                                                 | nicht geregelt | Aktuell gibt es keine gesetzlichen Regelungen, die den Verkauf von Alkohol an Minderjährige sowie dessen Konsum durch Minderjährige regulieren. Derzeit steht eine Gesetzesinitiative zur Abstimmung, die ein Mindestalter von 18 Jahren einführen würde. |
| Kasachstan | Kasachstan                                   | Nein                           | Nein                           | 21                                                                                             | 21 | Gemäß dem im Jahr 2014 eingeführten Gesetz über Ordnungswidrigkeiten ist laut Artikel 200 der Verkauf und Ausschank von Alkohol an Personen unter 21 Jahren verboten. Der Konsum von Alkohol durch Minderjährige ist jedoch nicht reguliert. |
| Katar | Katar                                        | Nein                           | Nein                           | verboten                                                                                       | verboten | Für einheimische Muslime ist der Erwerb und Konsum von Alkohol verboten. |
| Katar | Katar                                        | Nein                           | Nein                           | 21 (für Ausländische Touristen in Bars und Hotels sowie emigrierte Ausländer mit einer Lizenz) | 21 (für Ausländische Touristen in Bars und Hotels sowie emigrierte Ausländer mit einer Lizenz)                                                                                     | Das Abgabealter für Alkohol liegt bei 21 Jahren, zusätzlich verbietet Artikel 270 des Strafgesetzbuches das Überlassen von Alkohol an Personen unter 16 Jahren. Der Konsum von Alkohol durch Minderjährige ist jedoch nicht explizit untersagt. Gemäß Artikel 271 des Strafgesetzbuches gilt öffentlicher Alkoholkonsum als Straftat. |
| Kirgisistan | Kirgisistan                                  | Nein                           | Nein                           | 18                                                                                             | 18 | [ 32 ] |
| Kuwait | Kuwait                                       | Nein                           | Nein                           | verboten                                                                                       | verboten | Gemäß dem Strafgesetzbuch ist der Import, die Herstellung, der Handel, Verkauf, öffentliche Besitz sowie öffentliche Konsum von Alkohol verboten und kann mit Freiheitsstrafen von bis zu 10 Jahren geahndet werden. Der private Konsum von Alkohol ist hingegen keine Straftat. |
| Laos | Laos                                         | Nein                           | Nein                           | 18                                                                                             | 18 | [ 34 ] |
| Libanon | Libanon                                      | Nein                           | Nein                           | 18                                                                                             | 18 | Gemäß Artikel 625 und 626 des Libanesischen Strafgesetzbuches ist der Verkauf und Ausschank von Alkohol an Personen unter 18 Jahren verboten. Der Konsum von Alkohol durch Minderjährige ist jedoch nicht reguliert. |
| Malaysia | Malaysia                                     | Nein                           | Nein                           | verboten (für Muslime)                                                                         | verboten (für Muslime) | Für Muslime ist der Alkoholkonsum und -erwerb verboten. |
| Malaysia | Malaysia                                     | Nein                           | Nein                           | 21 (für nicht-Muslime)                                                                         | 21 (für nicht-Muslime) | Der Alkoholkonsum ist für Nicht-Muslime gestattet, jedoch erst für Personen ab 21 Jahren. Die Altersgrenze wurde im Jahr 2016 von 18 auf 21 Jahre angehoben. |
| Malediven | Malediven                                    | Ja                             | Ja                             | verboten (Muslime)                                                                             | verboten (Muslime) | Es ist verboten, Muslimen Alkohol zu verkaufen. |
| Malediven | Malediven                                    | Ja                             | Ja                             | 18 (nicht-Muslime)                                                                             | 18 (nicht-Muslime) | Der Alkoholverkauf ist auf Touristenregionen begrenzt. Öffentlicher Alkoholkonsum außerhalb der Hotelresorts ist grundsätzlich untersagt. |
| Mongolei | Mongolei                                     | Nein                           | Nein                           | 21                                                                                             | 21 | [ 39 ] |
| Myanmar | Myanmar                                      | Nein                           | Nein                           | 18                                                                                             | 18 | Das Gesetz verbietet den Verkauf von Alkohol an Personen unter 18 Jahren. Der Konsum von Alkohol ist jedoch nicht geregelt. |
| Nepal | Nepal                                        | Nein                           | Nein                           | 21                                                                                             | 21 | Das Mindestalter wurde 2017 auf 21 Jahre erhöht. |
| Nordkorea | Nordkorea                                    | unklar                         | unklar                         | 18                                                                                             | 18 | Laut Quellen beträgt das Mindestalter für den Alkoholerwerb 18 Jahre. Weitere Details sind jedoch nicht bekannt. |
| Oman | Oman                                         | Ja                             | Ja                             | verboten (Einheimische Muslime ohne Alkohollizenz)                                             | verboten (Einheimische Muslime ohne Alkohollizenz) | Nicht-muslimische Einwohner haben die Möglichkeit, von der Royal Oman Police eine Lizenz zum Alkoholkonsum zu Hause zu erhalten. Öffentlicher Alkoholkonsum ist verboten. |
| Oman | Oman                                         | Ja                             | Ja                             | 21 (Touristen und Einheimische Muslime mit Alkohollizenz)                                      | 21 (Touristen und Einheimische Muslime mit Alkohollizenz) | Alkohollizenzen stehen Nichtansässigen jedoch nicht zur Verfügung. Touristen und Besucher haben jedoch die Möglichkeit, Alkohol in lizenzierten Lokalen wie Hotels, Restaurants und Clubs zu kaufen und zu konsumieren. Öffentlicher Alkoholkonsum ist verboten. |
| Pakistan | Pakistan                                     | Ja                             | Ja                             | verboten (Muslime)                                                                             | verboten (Muslime) | Es ist verboten, Muslimen Alkohol zu verkaufen, auszuschenken sowie zu konsumieren. |
| Pakistan | Pakistan                                     | Ja                             | Ja                             | 21 (nicht-Muslime und Touristen mit einer Lizenz)                                              | 21 (nicht-Muslime und Touristen mit einer Lizenz) | Der Alkoholverkauf ist auf Touristenregionen begrenzt. Öffentlicher Alkoholkonsum außerhalb der Hotelresorts ist grundsätzlich untersagt. Für den Erwerb ist eine Lizenz erforderlich. |
| Palästina | Westjordanland                               | Nein                           | Nein                           | 18                                                                                             | 18 | Das Rauschmittelgesetz Nr. 15 von 1953 macht die Herstellung und den Verkauf von Alkohol lizenzpflichtig. Gemäß dem Strafgesetzbuch von 1936, Abschnitt 101, Absatz 3, ist es verboten, alkoholische Getränke an Personen unter 18 Jahren zu verkaufen oder auszuschenken. Öffentliche Trunkenheit kann gemäß Absatz 1 mit Geldstrafe bestraft werden. Der Konsum von Alkohol selbst ist für Minderjährige nicht explizit geregelt, jedoch verbietet das Rauschmittelgesetz Nr. 15 von 1953 öffentliche Trunkenheit. |
| Palästina | Gazastreifen                                 | Nein                           | Nein                           | verboten (de facto)                                                                            | verboten (de facto) | Aus einer rein juristischen Perspektive ist der Erwerb, die Herstellung und der Konsum von Alkohol im Rahmen der staatlichen Gesetzgebung gestattet. Allerdings wird dies in der Praxis durch die Moralpolizei, die die Regeln der Scharia vollstreckt, strengstens untersagt. Laut Medienberichten wird sämtlicher Alkohol an der Grenze zum Gazastreifen konfisziert. Die zivile Gesetzgebung findet somit faktisch keine Anwendung, wodurch Alkohol im Gazastreifen faktisch verboten ist. |
| Philippinen | Philippinen                                  | Ja                             | Ja                             | 18                                                                                             | 18 | Das Gesetz Nr. 30706 aus dem Jahr 2019 verbietet in Abschnitt 4 den Verkauf, Ausschank, das Überlassen an Minderjährige unter 18 Jahren sowie den Besitz durch und den Konsum von Alkohol durch Minderjährige unter 18 Jahren. |
| Saudi-Arabien | Saudi-Arabien                                | Nein                           | Nein                           | verboten                                                                                       | verboten | Zuwiderhandlungen werden mit öffentlicher Auspeitschung oder in Extremfällen mit dem Tode bestraft. Im Jahr 2022 kündigte die Regierung an, dass ein eingeschränkter Alkoholverkauf, begrenzt auf Touristengebiete und bestimmte Einrichtungen (z. B. Hotels), sowie deren Konsum durch Ausländer legalisiert werden soll, um den Tourismus anzukurbeln. Bisher wurde diese Maßnahme jedoch noch nicht umgesetzt. |
| Singapur | Singapur                                     | Ja                             | Ja                             | 18                                                                                             | 18 | Das Gesetz verbietet den Verkauf von Alkohol an Personen unter 18 Jahren. Ebenso ist der Konsum von Alkohol durch Personen unter 18 Jahren verboten. |
| Sri Lanka | Sri Lanka                                    | Nein                           | Nein                           | 18                                                                                             | 18 | Gemäß dem „Offences Committed Under The Influence Of Liquor (Special Provisions) Act“ ist der Verkauf von Alkohol an Personen unter 18 Jahren verboten. Der Konsum von Alkohol durch Minderjährige ist jedoch nicht untersagt. Es ist jedoch verboten, Alkohol an Kinder unter 12 Jahren zu übergeben, aber der Konsum selbst durch Minderjährige ist nicht verboten. |
| Südkorea | Südkorea                                     | Nein                           | Nein                           | 19                                                                                             | 19 | [ 53 ] |
| Syrien | Syrien                                       | Nein                           | Nein                           | 18                                                                                             | 18 | Während des Bürgerkriegs ist es in von Terroristen kontrollierten Gebieten strafbar, Alkohol zu konsumieren. |
| Tadschikistan | Tadschikistan                                | Nein                           | Nein                           | 18                                                                                             | 18 | Gemäß dem Gesetz Nr. 451 über die staatliche Regulierung der Produktion und des Handels von Ethylalkohol und Alkohol aus dem Jahr 1997 ist der Verkauf von Alkohol an Personen unter 18 Jahren gemäß Artikel 12 verboten. Der Konsum von Alkohol durch Minderjährige wird jedoch nicht geregelt. |
| Thailand | Thailand                                     | Nein                           | Nein                           | 20                                                                                             | 20 | Gemäß dem Gesetz zur Kontrolle alkoholischer Getränke aus dem Jahr 2008 ist der Verkauf von Alkohol an Personen unter 20 Jahren im Abschnitt 5.3 verboten. Der Konsum von Alkohol durch Minderjährige ist jedoch nicht gesetzlich geregelt. Zwischen 0 und 11 Uhr sowie 14 und 17 Uhr ist der Verkauf von Alkohol verboten. Zudem an Wahltagen und religiösen Feiertagen. |
| Turkmenistan | Turkmenistan                                 | Nein                           | Nein                           | 18                                                                                             | 18 | |
| Taiwan | Taiwan                                       | Ja                             | Ja                             | 18                                                                                             | 18 | |
| Usbekistan | Usbekistan                                   | Nein                           | Nein                           | 20                                                                                             | 20 | |
| Vereinigte Arabische Emirate | Dubai                                        | Nein                           | Nein                           | 21 (Hotels)                                                                                    | 18 | Das gesetzliche Mindestalter für den Alkoholerwerb liegt in Abu Dhabi bei 18 Jahren, obwohl eine Verordnung des Tourismusministeriums Hotels vorschreibt, Alkohol nur an Personen über 21 Jahren auszuschenken. In Dubai und den nördlichen Emiraten beträgt das Mindestalter für den Alkoholerwerb 21 Jahre. Im Emirat Schardscha ist der Alkoholkonsum weiterhin verboten. Es ist eine strafbare Handlung, in der Öffentlichkeit zu trinken oder unter Alkoholeinfluss zu stehen. |
| Vereinigte Arabische Emirate | Abu Dhabi Adschman Fudschaira Ra’s al-Chaima | Nein                           | Nein                           | 21                                                                                             | 21 | Das gesetzliche Mindestalter für den Alkoholerwerb liegt in Abu Dhabi bei 18 Jahren, obwohl eine Verordnung des Tourismusministeriums Hotels vorschreibt, Alkohol nur an Personen über 21 Jahren auszuschenken. In Dubai und den nördlichen Emiraten beträgt das Mindestalter für den Alkoholerwerb 21 Jahre. Im Emirat Schardscha ist der Alkoholkonsum weiterhin verboten. Es ist eine strafbare Handlung, in der Öffentlichkeit zu trinken oder unter Alkoholeinfluss zu stehen. |
| Vereinigte Arabische Emirate | Schardscha                                   | Nein                           | Nein                           | verboten                                                                                       | verboten | Das gesetzliche Mindestalter für den Alkoholerwerb liegt in Abu Dhabi bei 18 Jahren, obwohl eine Verordnung des Tourismusministeriums Hotels vorschreibt, Alkohol nur an Personen über 21 Jahren auszuschenken. In Dubai und den nördlichen Emiraten beträgt das Mindestalter für den Alkoholerwerb 21 Jahre. Im Emirat Schardscha ist der Alkoholkonsum weiterhin verboten. Es ist eine strafbare Handlung, in der Öffentlichkeit zu trinken oder unter Alkoholeinfluss zu stehen. |
| Vietnam | Vietnam                                      | Nein                           | Nein                           | 18                                                                                             | 18 | Für den Konsum von Alkohol gibt es kein Mindestalter, nur für den Erwerb. |

### Afrika
| Land                         | Bundesstaat/Region/Provinz     | De jure                        | De jure                        | De jure                                                           | De jure                                                           | Anmerkungen |
| Land                         | Bundesstaat/Region/Provinz     | Konsumverbot für Minderjährige | Konsumverbot für Minderjährige | Mindestalter Erwerb                                               | Mindestalter Erwerb                                               | Anmerkungen |
| Land                         | Bundesstaat/Region/Provinz     | Privat                         | Öffentlich                     | Gaststätten                                                       | Einzelhandel                                                      | Anmerkungen |
| ---------------------------- | ------------------------------ | ------------------------------ | ------------------------------ | ----------------------------------------------------------------- | ----------------------------------------------------------------- | --- |

Mindestalter für Alkoholerwerb in Afrika:
Verboten (Prohibition)
25 Jahre
21 Jahre
18 Jahre
16 Jahre
Nicht geregelt
Bei Kombinationen aus 2 Farben treffen beide Beschränkungen zu, jedoch variieren sie je nach Ort des Verkaufs, der Höhe des Alkoholgehalts oder der Religionszugehörigkeit.

Konsumverbote für Minderjährige in Afrika:
Konsum durch Minderjährige in der Öffentlichkeit und auf privatem Grund reguliert.
Konsum durch Minderjährige in der Öffentlichkeit reguliert, auf privatem Grund unreguliert.
Konsum durch Minderjährige in der Öffentlichkeit und auf privatem Grund unreguliert.
Gesetzeslage unklar.

| Ägypten                      | Ägypten                        | Nein                           | Nein                           | 21                                                                | 21                                                                | Gemäß dem Gesetz Nr. 371 von 1956 der Arabischen Republik Ägypten ist der Ausschank und Verkauf von Alkohol an Personen unter 21 Jahren verboten. Öffentliche Trunkenheit sowie öffentlicher Alkoholkonsum außerhalb lizenzierter Restaurants, Bars, Hotels oder dem eigenen Zuhause sind ebenfalls untersagt. Zusätzlich ist der Alkoholverkauf am Geburtstag des Propheten Mohammed sowie während des Monats Ramadan grundsätzlich verboten. Allerdings sieht das Gesetz 63/1976 eine Ausnahme vor, die die im Gesetz 77/1975 definierten touristischen Gebiete von allen alkoholbedingten Beschränkungen befreit, einschließlich des Verbots der öffentlichen Trunkenheit. |
| Algerien                     | Algerien                       | Nein                           | Nein                           | 21                                                                | 21                                                                | Die Verordnung Nr. 75-26 vom 29. April 1975 zur Bekämpfung öffentlicher Trunkenheit und zum Schutz Minderjähriger vor Alkoholismus verbietet den Verkauf von alkoholischen Getränken an Personen unter 21 Jahren. Es gibt jedoch keine gesetzliche Regelung, die den Konsum von Alkohol durch Minderjährige untersagt. Allerdings ist öffentlicher Alkoholkonsum grundsätzlich untersagt. |
| Angola                       | Angola                         | unklar                         | unklar                         | 18                                                                | 18                                                                | Laut Angaben der WHO besteht ein nationales Verkaufsverbot von Alkohol an Minderjährige unter 18 Jahren. Jedoch ist die Gesetzeslage bezüglich des Konsums von Alkohol durch Minderjährige unklar. |
| Äquatorialguinea             | Äquatorialguinea               | Nein                           | Nein                           | 18                                                                | 18                                                                | Das Gesetz untersagt den Verkauf von Alkohol an Personen unter 18 Jahren. Es gibt jedoch keine Bestimmungen bezüglich des Konsums durch Minderjährige. |
| Äthiopien                    | Äthiopien                      | Nein                           | Nein                           | 21                                                                | 21                                                                | Am 29. Mai 2019 trat ein neues Gesetz in Kraft, welches den Alkoholverkauf an Personen unter 21 Jahren verbietet. Allerdings sind keine spezifischen Regelungen bezüglich des Konsums selbst festgelegt. |
| Benin                        | Benin                          | Nein                           | Nein                           | 18                                                                | 18                                                                | Gemäß Angaben der WHO gibt es keine gesetzlichen Bestimmungen, die den Verkauf oder Konsum von Alkohol an bzw. durch Minderjährige regulieren. |
| Botswana                     | Botswana                       | Nein                           | Nein                           | nicht geregelt                                                    | nicht geregelt                                                    | Es ist verboten Alkohol an Minderjährige auszuschenken oder zu verkaufen, auch darf ihnen der Aufenthalt in einem Schankbetrieb nicht gestattet werden. |
| Burkina Faso                 | Burkina Faso                   | Nein                           | Nein                           | 18                                                                | 18                                                                | Das Gesetz verbietet den Verkauf und Ausschank von Alkohol an Personen unter 18 Jahren. Allerdings sind keine spezifischen Regelungen bezüglich des Konsums festgelegt. |
| Burundi                      | Burundi                        | Nein                           | Nein                           | 18                                                                | 18                                                                | Das Gesetz verbietet den Verkauf und Ausschank von Alkohol an Personen unter 18 Jahren. Allerdings sind keine spezifischen Regelungen bezüglich des Konsums festgelegt. |
| Demokratische Republik Kongo | Demokratische Republik Kongo   | Nein                           | Nein                           | 18                                                                | 18                                                                | Das Gesetz verbietet den Verkauf und Ausschank von Alkohol an Personen unter 18 Jahren. Allerdings sind keine spezifischen Regelungen bezüglich des Konsums festgelegt. |
| Dschibuti                    | Dschibuti                      | Nein                           | Nein                           | nicht geregelt                                                    | nicht geregelt                                                    | Gemäß Angaben der WHO gibt es keine gesetzlichen Bestimmungen, die den Verkauf oder Konsum von Alkohol an bzw. durch Minderjährige regulieren. Jedoch verbietet Artikel 459 des Strafgesetzbuches, Minderjährige zum Konsum von Alkohol zu animieren. |
| Elfenbeinküste               | Elfenbeinküste                 | Nein                           | Nein                           | 18                                                                | 18                                                                | Das Gesetz Nr. 64-293 vom 1. August 1964 verbietet den Verkauf und Ausschank von Alkohol an Personen unter 18 Jahren. Allerdings ist der Konsum durch Minderjährige nicht gesetzlich reguliert. |
| Eritrea                      | Eritrea                        | unklar                         | unklar                         | 25                                                                | 25                                                                | Laut Angaben der WHO besteht ein nationales Verkaufsverbot von Alkohol an Minderjährige unter 25 Jahren. Jedoch ist die Gesetzeslage bezüglich des Konsums von Alkohol durch Minderjährige unklar. |
| Eswatini                     | Eswatini                       | Nein                           | Nein                           | 18                                                                | 18                                                                | Das Gesetz untersagt den Verkauf von Alkohol an Personen unter 18 Jahren, regelt jedoch nicht den Konsum. |
| Gabun                        | Gabun                          | Nein                           | Nein                           | 18                                                                | 18                                                                | Das Gesetz untersagt den Verkauf von Alkohol an Personen unter 18 Jahren, regelt jedoch nicht den Konsum. |
| Gambia                       | Gambia                         | Nein                           | Nein                           | 16                                                                | 16                                                                | Die gesetzlichen Bestimmungen untersagen Verkaufsstellen oder Schankbetrieben den Verkauf alkoholischer Getränke an Personen unter 16 Jahren. Allerdings ist der Besitz oder Konsum durch Minderjährige nicht gesetzlich geregelt. |
| Ghana                        | Ghana                          | Nein                           | Nein                           | nicht geregelt                                                    | nicht geregelt                                                    | Das Gesetz verbietet weder den Verkauf von alkoholischen Getränken an Minderjährige noch deren Konsum durch Minderjährige. Allerdings ist es Betreibern untersagt, Personen unter 18 Jahren den Aufenthalt in Bars oder Schankbetrieben zu gestatten. |
| Guinea                       | Guinea                         | Nein                           | Nein                           | nicht geregelt                                                    | nicht geregelt                                                    | Gemäß Angaben der WHO gibt es keine gesetzlichen Bestimmungen, die den Verkauf oder Konsum von Alkohol an bzw. durch Minderjährige regulieren. |
| Guinea-Bissau                | Guinea-Bissau                  | Nein                           | Nein                           | nicht geregelt                                                    | nicht geregelt                                                    | Gemäß Angaben der WHO gibt es keine gesetzlichen Bestimmungen, die den Verkauf oder Konsum von Alkohol an bzw. durch Minderjährige regulieren. |
| Kamerun                      | Kamerun                        | Nein                           | Nein                           | 18                                                                | 18                                                                | Artikel 348 des Strafgesetzbuches verbietet den Verkauf von alkoholischen Getränken an Personen unter 18 Jahren, es sei denn, Minderjährige werden von einem Erwachsenen über 21 Jahren begleitet. Allerdings gibt es keine gesetzlichen Bestimmungen, die den Konsum durch Minderjährige regulieren. |
| Kamerun                      | Kamerun                        | Nein                           | Nein                           | nicht geregelt (in Begleitung einer Person über 21 Jahren)        |                                                                   | Artikel 348 des Strafgesetzbuches verbietet den Verkauf von alkoholischen Getränken an Personen unter 18 Jahren, es sei denn, Minderjährige werden von einem Erwachsenen über 21 Jahren begleitet. Allerdings gibt es keine gesetzlichen Bestimmungen, die den Konsum durch Minderjährige regulieren. |
| Kap Verde                    | Kap Verde                      | Ja                             | Ja                             | 18                                                                | 18                                                                | Im Jahr 2019 wurde ein neues Alkoholgesetz durch das Parlament verabschiedet, das nicht nur den Verkauf und Ausschank von Alkohol an Minderjährige verbietet, sondern auch den Konsum durch Minderjährige untersagt. |
| Kenia                        | Kenia                          | Nein                           | Nein                           | 18                                                                | 18                                                                | Es ist verboten, Minderjährigen - den Aufenthalt in einem Schankbetrieb oder ähnlichem Lokal, mit einer Lizenz zum Ausschank von alkoholischen Getränken zu gestatten; - alkoholische Getränke auszuschenken, zu verkaufen oder diese an sie abzugeben. Des Weiteren müssen alle alkoholischen Getränke auf der Verpackung das Verkaufsverbot für Minderjährige aufgedruckt haben. Ein Schild mit den Verkaufsbeschränkungen müssen ebenfalls vor Ort, und gut sichtbar in einem Schankbetrieb angebracht sein. |
| Komoren                      | Komoren                        | Nein                           | Nein                           | 18                                                                | 18                                                                | Artikel 173 des Strafgesetzbuches verbietet den Verkauf und Ausschank von Alkohol an Personen unter 18 Jahren sowie an Muslime. |
| Lesotho                      | Lesotho                        | Nein                           | Nein                           | 18                                                                | 18                                                                | Das Gesetz verbietet den Verkauf, Ausschank und die Abgabe von Alkohol an Personen unter 18 Jahren. Obwohl der Konsum für Minderjährige de facto nicht verboten ist, sind der Erwerb, Besitz und Aufenthalt in Schankbetrieben für Minderjährige gesetzlich untersagt. |
| Liberia                      | Liberia                        | Nein                           | Nein                           | 18                                                                | 18                                                                | Gemäß dem Kindergesetz von 2011 wurde das Strafgesetzbuch angepasst, und fortan ist der Verkauf und Ausschank von Alkohol an Minderjährige unter 18 Jahren verboten. Es gibt jedoch keine gesetzlichen Regelungen bezüglich des Konsums von Alkohol durch Minderjährige. |
| Libyen                       | Libyen                         | Nein                           | Nein                           | verboten                                                          | verboten                                                          | Das Gesetz Nr. (89) von 1974 über das Alkoholverbot und die Festlegung der gesetzlichen Strafe für Alkoholkonsum verbietet den Import, Handel und das Inverkehrbringen von alkoholischen Getränken. Ebenso ist der Konsum von alkoholischen Getränken untersagt. Muslime, die Alkohol trinken, werden mit 40 Peitschenhieben bestraft. |
| Madagaskar                   | Madagaskar                     | Nein                           | Nein                           | 18                                                                | 18                                                                | Gemäß Angaben der WHO gibt es keine gesetzlichen Bestimmungen, die den Verkauf oder Konsum von Alkohol an bzw. durch Minderjährige regulieren. |
| Malawi                       | Malawi                         | Nein                           | Nein                           | 18                                                                | 18                                                                | [ 91 ] |
| Mali                         | Mali                           | Nein                           | Nein                           | 18                                                                | 18                                                                | [ 92 ] |
| Marokko                      | Marokko                        | Nein                           | Nein                           | 16                                                                | 16                                                                | Der Beschluss des Generaldirektors des Königlichen Gerichts Nr. 3.177.66 vom 17. Juli 1967 zur Regulierung des Handels mit alkoholischen oder mit Alkohol vermischten Getränken verbietet in Kapitel 30 den Verkauf oder das kostenlose Überlassen von alkoholischen Getränken an Personen unter 16 Jahren. |
| Marokko                      | Marokko                        | Nein                           | Nein                           | verboten (de jure für Marokkanische Muslime) (de facto toleriert) | verboten (de jure für Marokkanische Muslime) (de facto toleriert) | Gemäß dem Beschluss des Generaldirektors des Königlichen Gerichts Nr. 3.177.66 vom 17. Juli 1967 zur Regulierung des Handels mit alkoholischen oder mit Alkohol vermischten Getränken ist es laut Kapitel 30 verboten, Alkohol an marokkanische Muslime zu verkaufen und auszuschenken. Allerdings wird laut Aussagen des marokkanischen Kommunikationsministers Khalid Naciri im Jahr 2010 dieses Gesetz faktisch nicht umgesetzt und es besteht kein Interesse der Regierung, diese Regelungen durchzusetzen. |
| Mauretanien                  | Mauretanien                    | Nein                           | Nein                           | verboten                                                          | verboten                                                          | Der Import, Handel, Verkauf und Konsum von Alkohol ist verboten. |
| Mauritius                    | Mauritius                      | Nein                           | Nein                           | 18                                                                | 18                                                                | Der Verkauf und die Abgabe von Alkohol an Personen unter 18 Jahren ist verboten. Ein entsprechendes Hinweisschild muss am Verkaufsort angebracht werden. |
| Mosambik                     | Mosambik                       | Ja                             | Ja                             | 18                                                                | 18                                                                | Gemäß Artikel 5 der Verordnung zur Kontrolle der Herstellung, Vermarktung und des Konsums alkoholischer Getränke ist der Verkauf und Ausschank von Alkohol an Personen unter 18 Jahren verboten. Ebenso ist der Konsum durch Minderjährige untersagt. |
| Namibia                      | Namibia                        | Ja                             | Ja                             | 18                                                                | 18                                                                | Gemäß dem Liquor Act aus dem Jahr 1998 ist gemäß Abschnitt 55 der Verkauf und Ausschank von Alkohol an Personen unter 18 Jahren verboten. Der öffentliche Besitz und Konsum von Alkohol durch Minderjährige ist ebenfalls untersagt. Des Weiteren verbietet der Child Care and Protection Act gemäß Abschnitt 230, Minderjährige unter 18 Jahren zum Alkoholkonsum zu zwingen. Ebenso ist es untersagt, Personen unter 16 Jahren den Alkoholkonsum zu gestatten. Dementsprechend dürfen Jugendliche ab 16 Jahren auf privatem Grund Alkohol konsumieren. |
| Niger                        | Niger                          | Nein                           | Nein                           | 18                                                                | 18                                                                | Artikel 302 des Strafgesetzbuches verbietet den Verkauf von Spirituosen und anderen alkoholischen Getränken an Personen unter 18 Jahren. Der Konsum durch Minderjährige ist jedoch nicht gesetzlich reguliert. |
| Nigeria                      | Nigeria (übrige Bundesstaaten) | unklar                         | unklar                         | 18                                                                | 18                                                                | Das Gesetz verbietet den Verkauf von Alkohol an Personen unter 18 Jahren. Allerdings ist die Gesetzeslage bezüglich des Konsums unklar. |
| Nigeria                      | Kano (Bundesstaat)             | unklar                         | unklar                         | verboten (gemäß Scharia Gesetzgebung)                             | verboten (gemäß Scharia Gesetzgebung)                             | Im Bundesstaat Kano ist der Verkauf und Konsum von Alkohol seit 2001 grundsätzlich unter der Sharia-Gesetzgebung untersagt. |
| Republik Kongo               | Republik Kongo                 | Nein                           | Nein                           | 18                                                                | 18                                                                | Die Abgabe von alkoholischen Getränken an Personen unter 18 Jahren ohne Begleitung der Eltern ist verboten. |
| Republik Kongo               | Republik Kongo                 | Nein                           | Nein                           | nicht geregelt (in Begleitung der Eltern)                         |                                                                   | Die Abgabe von alkoholischen Getränken an Personen unter 18 Jahren ohne Begleitung der Eltern ist verboten. |
| Ruanda                       | Ruanda                         | Nein                           | Nein                           | 18                                                                | 18                                                                | Gemäß Artikel 219 des Strafgesetzbuches ist der Verkauf und Ausschank von Alkohol an Personen unter 18 Jahren verboten. Ebenso ist es untersagt, Minderjährige zum Alkoholkonsum zu animieren. Allerdings ist der Konsum durch Minderjährige selbst nicht gesetzlich geregelt. |
| Sambia                       | Sambia                         | Ja                             | Ja                             | 18                                                                | 18                                                                | Gemäß dem Gesetz ist nicht nur der Verkauf, Ausschank und die Abgabe von Alkohol an Personen unter 18 Jahren verboten, sondern auch der Besitz und Konsum durch Minderjährige. |
| São Tomé und Príncipe        | São Tomé und Príncipe          | Nein                           | Nein                           | 18                                                                | 18                                                                | Gemäß Angaben der WHO gibt es keine gesetzlichen Bestimmungen, die den Verkauf oder Konsum von Alkohol an bzw. durch Minderjährige regulieren. |
| Senegal                      | Senegal                        | Nein                           | Nein                           | 18                                                                | 18                                                                | Aktuell ist der Verkauf und Ausschank von Alkohol an Personen unter 18 Jahren verboten. Im Jahr 2019 wurde eine Anhebung der Altersgrenze auf 21 Jahre vorgeschlagen, bislang jedoch noch nicht realisiert. |
| Seychellen                   | Seychellen                     | Nein                           | Nein                           | 18                                                                | 18                                                                | Die Licences Liquor Outdoor Entertainment Regulation untersagt laut Abschnitt 14 den Verkauf und Ausschank von Alkohol an Personen unter 18 Jahren. Ebenso ist es verboten, Minderjährigen den Zutritt zu einem Schankbetrieb zu gestatten. Allerdings ist der Konsum durch Minderjährige nicht gesetzlich geregelt. |
| Sierra Leone                 | Sierra Leone                   | Nein                           | Nein                           | 16                                                                | 16                                                                | Die gesetzlichen Bestimmungen verbieten den Verkauf und Ausschank von Alkohol an Personen unter 16 Jahren. Ebenso ist es untersagt, Personen unter 16 Jahren den Konsum in einem Schankbetrieb zu gestatten. Allerdings ist der Konsum durch Minderjährige selbst nicht verboten. |
| Simbabwe                     | Simbabwe                       | Nein                           | Nein                           | 18                                                                | 18                                                                | Das Gesetz verbietet den Verkauf, Ausschank und die Abgabe von Alkohol an Personen unter 18 Jahren. Obwohl der Konsum für Minderjährige de facto nicht verboten ist, sind der Erwerb, Besitz und Aufenthalt in Schankbetrieben für Minderjährige gesetzlich untersagt. |
| Somalia                      | Somalia                        | unklar                         | unklar                         | verboten                                                          | verboten                                                          | Der Verkauf, Import, Handel und Konsum von Alkohol ist in Somalia verboten. |
| Südafrika                    | Südafrika                      | Nein                           | Nein                           | 18                                                                | 18                                                                | Es ist verboten, Minderjährigen alkoholische Getränke zu verkaufen oder diese an sie weiterzugeben. Eine Ausnahme besteht für religiöse Zwecke, in kleinen Mengen und im Beisein eines Elternteiles oder eines gesetzlichen Vertreters. Aktuell steht ein Gesetz im Parlament zur Abstimmung, welches das Mindestalter für den Alkoholerwerb auf 21 anheben könnte. |
| Sudan                        | Sudan                          | unklar                         | unklar                         | verboten (für Muslime)                                            | verboten (für Muslime)                                            | Im Jahr 2020 gab die Regierung bekannt, alte und diskriminierende Gesetze abzuschaffen. Dementsprechend wurde auch der Alkoholkonsum und -handel für Nicht-Muslime im Sudan legalisiert. Der öffentliche Alkoholkonsum und der Konsum von Alkohol im Beisein von Muslimen sowie durch Muslime bleiben jedoch weiterhin verboten. |
| Sudan                        | Sudan                          | unklar                         | unklar                         | nicht geregelt aber legal (für nicht-Muslime)                     |                                                                   | Im Jahr 2020 gab die Regierung bekannt, alte und diskriminierende Gesetze abzuschaffen. Dementsprechend wurde auch der Alkoholkonsum und -handel für Nicht-Muslime im Sudan legalisiert. Der öffentliche Alkoholkonsum und der Konsum von Alkohol im Beisein von Muslimen sowie durch Muslime bleiben jedoch weiterhin verboten. |
| Südsudan                     | Südsudan                       | Nein                           | Nein                           | 18                                                                | 18                                                                | Im Sudan gilt islamisches Scharia-Recht, während im Südsudan ein säkulares Zivilrecht herrscht. Die aktuelle Gesetzgebung im Südsudan untersagt den Verkauf von Alkohol an Personen unter 18 Jahren. Allerdings ist der Konsum durch Minderjährige nicht reguliert. |
| Tansania                     | Tansania                       | Nein                           | Nein                           | 16                                                                | 16                                                                | Der Intoxicating Liquors Act von 1968 untersagt gemäß Abschnitt 69 den Verkauf von Alkohol an Personen unter 16 Jahren. Allerdings ist der Konsum und Besitz durch Minderjährige nicht verboten. |
| Togo                         | Togo                           | Nein                           | Nein                           | 16                                                                | 16                                                                | Das Gesetz verbietet den Verkauf und Ausschank von Alkohol an Personen unter 16 Jahren. Allerdings ist der Konsum nicht reguliert. |
| Tschad                       | Tschad                         | Nein                           | Nein                           | 16                                                                | 16                                                                | Das Gesetz verbietet den Verkauf und Ausschank von Alkohol an Personen unter 16 Jahren. Allerdings ist der Konsum nicht reguliert. |
| Tunesien                     | Tunesien                       | Nein                           | Nein                           | 18                                                                | 18                                                                | |
| Uganda                       | Uganda                         | Nein                           | Nein                           | 16 (Bier, Wein, Perry, Apfelwein, Porter und einheimische Liköre) | 16 (Bier, Wein, Perry, Apfelwein, Porter und einheimische Liköre) | Gemäß Sektion 19 des Liquor Act 1960 ist der Verkauf und Ausschank von alkoholischen Getränken an Personen unter 18 Jahren verboten. Die Altersgrenze liegt für Bier, Wein, Perry, Apfelwein, Porter und einheimische Liköre bei 16 Jahren. Der Konsum und Besitz durch Minderjährige ist nicht reguliert. Aktuell plant die Regierung die Altersgrenze auf 21 Jahre anzuheben. |
| Uganda                       | Uganda                         | Nein                           | Nein                           | 18 (andere alkoholische Getränke)                                 |                                                                   | Gemäß Sektion 19 des Liquor Act 1960 ist der Verkauf und Ausschank von alkoholischen Getränken an Personen unter 18 Jahren verboten. Die Altersgrenze liegt für Bier, Wein, Perry, Apfelwein, Porter und einheimische Liköre bei 16 Jahren. Der Konsum und Besitz durch Minderjährige ist nicht reguliert. Aktuell plant die Regierung die Altersgrenze auf 21 Jahre anzuheben. |
| Zentralafrikanische Republik | Zentralafrikanische Republik   | Nein                           | Nein                           | nicht geregelt                                                    | nicht geregelt                                                    | Gemäß Angaben der WHO gibt es keine gesetzlichen Regelungen, die den Verkauf von Alkohol an Minderjährige verbieten. |

### Nordamerika, Mittelamerika und Karibik

Mindestalter für Alkoholerwerb in Nordamerika, Mittelamerika und der Karibik:
21 Jahre
19 Jahre
18 Jahre
16 Jahre
14 JahreBei Kombinationen aus 2 Farben treffen beide Beschränkungen zu, jedoch variieren sie je nach Ort des Verkaufs oder der Höhe des Alkoholgehalts.

Konsumverbote für Minderjährige in Nordamerika, Mittelamerika und der Karibik:
Konsum durch Minderjährige in der Öffentlichkeit und auf privatem Grund reguliert.
Konsum durch Minderjährige in der Öffentlichkeit reguliert, auf privatem Grund unreguliert.
Konsum durch Minderjährige in der Öffentlichkeit und auf privatem Grund unreguliert.
Gesetzgebung variiert nach Bundesstaat/Provinz.

| Land                     | Bundesstaat/Region/Provinz                | De jure | De jure | De jure                           | De jure             | Anmerkungen |
| Land                     | Bundesstaat/Region/Provinz                | Konsumverbot für Minderjährige | Konsumverbot für Minderjährige                                                                                              | Mindestalter Erwerb               | Mindestalter Erwerb | Anmerkungen |
| Land                     | Bundesstaat/Region/Provinz                | Privat | Öffentlich | Gaststätten                       | Einzelhandel        | Anmerkungen |
| ------------------------ | ----------------------------------------- | --- | --- | --------------------------------- | ------------------- | --- |
| Anguilla                 | Anguilla                                  | Nein | Nein | 18                                | 18                  | Der Verkauf von Alkohol an Personen unter 18 Jahren ist untersagt, jedoch gibt es keine gesetzlichen Regelungen, die den Konsum von Alkohol durch Minderjährige regeln. |
| Antigua und Barbuda      | Antigua und Barbuda                       | Nein | Nein | 18                                | 18                  | Der Verkauf von Alkohol an Personen unter 18 Jahren ist untersagt, jedoch gibt es keine gesetzlichen Regelungen, die den Konsum von Alkohol durch Minderjährige regeln. Die Regierung von Antigua und Barbuda hat im Jahr 2015 die Altersgrenze von 16 auf 18 Jahre angehoben. |
| Aruba                    | Aruba                                     | Nein | Nein | 18                                | 18                  | Der Verkauf von Alkohol an Personen unter 18 Jahren ist untersagt, jedoch gibt es keine gesetzlichen Regelungen, die den Konsum von Alkohol durch Minderjährige regeln. Die Regierung von Aruba hat im Jahr 2016 die Altersgrenze von 16 auf 18 Jahre angehoben. |
| Bahamas                  | Bahamas                                   | Nein | Nein | 18                                | 18                  | Der Verkauf von Alkohol an Personen unter 18 Jahren ist untersagt, jedoch gibt es keine gesetzlichen Regelungen, die den Konsum von Alkohol durch Minderjährige regeln. |
| Barbados                 | Barbados                                  | Nein | Nein | 16                                | 16                  | Das Gesetz verbietet den Verkauf von Alkohol an Personen unter 16 Jahren, erlaubt jedoch den Konsum durch Minderjährige. |
| Belize                   | Belize                                    | Nein | Nein | 18                                | 18                  | Der Verkauf von Alkohol an Personen unter 18 Jahren ist gesetzlich verboten. Ebenso ist der (versuchte) Erwerb und Konsum von Alkohol in Gaststätten und Bars durch Minderjährige untersagt. Allerdings gibt es keine spezifischen gesetzlichen Regelungen bezüglich des Konsums von Alkohol durch Minderjährige an sich. |
| Bermuda                  | Bermuda                                   | Nein | Nein | 18                                | 18                  | Der Verkauf von Alkohol an Personen unter 18 Jahren ist gesetzlich verboten. Ebenso ist der (versuchte) Erwerb und Konsum von Alkohol in Gaststätten und Bars durch Minderjährige untersagt. Allerdings gibt es keine spezifischen gesetzlichen Regelungen bezüglich des Konsums von Alkohol durch Minderjährige an sich. |
| Britische Jungferninseln | Britische Jungferninseln                  | Nein | Nein | 18                                | 18                  | Durch die Novellierung des „Liquor Licenses Act“ im Jahr 2018 wurde die Altersgrenze für den Verkauf von Alkohol von 16 auf 18 Jahre angehoben. Allerdings gibt es keine gesetzlichen Regelungen, die den Konsum von Alkohol durch Minderjährige regulieren. |
| Cayman Islands           | Cayman Islands                            | Ja | Ja | 18                                | 18                  | Der Verkauf, Ausschank und die Weitergabe von Alkohol an Personen unter 18 Jahren sowie der Konsum von Alkohol durch Minderjährige sind gesetzlich verboten. Darüber hinaus ist es untersagt, Minderjährigen den Aufenthalt in einem Schankbetrieb zu gestatten. |
| Costa Rica               | Costa Rica                                | Ja | Ja | 18                                | 18                  | In Costa Rica ist es gesetzlich untersagt, Alkohol an Personen unter 18 Jahren zu verkaufen und auszuschenken. Zudem stellt der Besitz und Konsum von Alkohol durch Minderjährige eine Straftat dar. |
| Dominikanische Republik  | Dominikanische Republik                   | Ja | Ja | 18                                | 18                  | In der Dominikanischen Republik ist es gesetzlich untersagt, Alkohol an Personen unter 18 Jahren zu verkaufen und auszuschenken. Zudem stellt der Besitz und Konsum von Alkohol durch Minderjährige eine Straftat dar. |
| El Salvador              | El Salvador                               | Nein | Nein | 18                                | 18                  | Das Gesetz verbietet den Verkauf von Alkohol an Personen unter 18 Jahren, erlaubt jedoch den Konsum durch Minderjährige. |
| Grenada                  | Grenada                                   | Nein | Nein | 16                                | 16                  | Das Gesetz verbietet den Verkauf von Alkohol an Personen unter 16 Jahren, jedoch wird der Konsum durch Minderjährige nicht untersagt. |
| Grönland                 | Grönland                                  | Nein | Nein | 18                                | 18                  | Das Gesetz verbietet den Verkauf von Alkohol an Personen unter 18 Jahren, erlaubt jedoch den Konsum durch Minderjährige. |
| Guatemala                | Guatemala                                 | Nein | Ja | 18                                | 18                  | In Guatemala ist es gesetzlich untersagt, Alkohol an Personen unter 18 Jahren zu verkaufen oder abzugeben, ebenso wie der öffentliche Konsum von Alkohol durch Minderjährige. |
| Haiti                    | Haiti                                     | Nein | Nein | 18                                | 18                  | [ 141 ] |
| Honduras                 | Honduras                                  | Nein | Nein | 18                                | 18                  | Der Verkauf von alkoholischen Getränken an Personen unter 18 Jahren ist verboten, aber der Konsum durch Minderjährige wird nicht reguliert. |
| Jamaika                  | Jamaika                                   | Nein | Nein | 18                                | 18                  | Der Verkauf von alkoholischen Getränken an Personen unter 18 Jahren ist verboten, aber der Konsum durch Minderjährige wird nicht reguliert. |
| Kanada                   | Alberta                                   | Ja (ohne Erlaubnis des Erziehungsberechtigten) / · Nein (mit Erlaubnis des Erziehungsberechtigten)                                                        | Ja | 18                                | 18                  | In Alberta ist es gesetzlich untersagt, Alkohol an Personen unter 18 Jahren zu verkaufen und auszuschenken. Zusätzlich verbietet das Gesetz den Besitz und Konsum von Alkohol durch Minderjährige in der Öffentlichkeit. Allerdings ist der Konsum von Alkohol im privaten Bereich gestattet, sofern die Erziehungsberechtigten ihre Zustimmung geben. |
| Kanada                   | Québec                                    | Nein | Nein | 18                                | 18                  | In Québec ist die einzige Provinz in Kanada, in der ausschließlich der Verkauf und Ausschank von Alkohol an Personen unter 18 Jahren verboten ist. Es gibt keine gesetzlichen Regelungen, die den Konsum von Alkohol durch Minderjährige regulieren. Strafen gelten ausschließlich für Betriebe und Verkaufsstellen, die Alkohol an Personen unter 18 Jahren abgegeben haben. |
| Kanada                   | Manitoba                                  | Ja (ohne Erlaubnis des Erziehungsberechtigten) / · Nein (mit Erlaubnis des Erziehungsberechtigten)                                                        | Ja / · Nein (im Rahmen einer religiösen Zeremonie)                                                                          | 18                                | 18                  | In Manitoba ist der Verkauf und Ausschank von Alkohol an Personen unter 18 Jahren gesetzlich untersagt. Zudem ist der Konsum und Besitz von Alkohol in der Öffentlichkeit durch Personen unter 18 Jahren verboten, es sei denn, es handelt sich um eine religiöse Zeremonie. Jedoch ist der Konsum von Alkohol auf privatem Grund gestattet, sofern die Erlaubnis des Erziehungsberechtigten vorliegt. |
| Kanada                   | Neufundland und Labrador                  | Ja | Ja | 19                                | 19                  | In Neufundland und Labrador verbietet das Gesetz nicht nur den Verkauf und Ausschank von Alkohol an Personen unter 19 Jahren, sondern es untersagt auch ausnahmslos den Konsum und Besitz von Alkohol durch Personen in dieser Altersgruppe. |
| Kanada                   | New Brunswick                             | Ja (ohne Erlaubnis des Erziehungsberechtigten) / · Nein (mit Erlaubnis des Erziehungsberechtigten)                                                        | Ja / · Nein (im Rahmen einer medizinischen Behandlung)                                                                      | 19                                | 19                  | In Neufundland und Labrador verbietet das Gesetz nicht nur den Verkauf und Ausschank von Alkohol an Personen unter 19 Jahren, sondern es untersagt auch ausnahmslos den Konsum und Besitz von Alkohol durch Personen in dieser Altersgruppe. |
| Kanada                   | Ontario Saskatchewan Prince Edward Island | Ja (ohne Erlaubnis des Erziehungsberechtigten) / · Nein (mit Erlaubnis des Erziehungsberechtigten)                                                        | Ja | 19                                | 19                  | In Ontario, Saskatchewan und Prince Edward Island ist der Verkauf und Ausschank von Alkohol an Personen unter 19 Jahren gesetzlich untersagt. Der Konsum und Besitz von Alkohol durch Minderjährige ist in der Öffentlichkeit verboten, jedoch im privaten Bereich erlaubt, sofern die Zustimmung des Erziehungsberechtigten vorliegt. |
| Kanada                   | British Columbia Nordwest-Territorien     | Ja (ohne Erlaubnis des Erziehungsberechtigten) / · Nein (mit Erlaubnis des Erziehungsberechtigten)                                                        | Ja / · Nein (nur im Rahmen einer ärztlichen Behandlung bzw. religiösen Zeremonie)                                           | 19                                | 19                  | In British Columbia und den Nordwest-Territorien ist der Verkauf und Ausschank von Alkohol an Personen unter 19 Jahren gesetzlich untersagt. Der Konsum von Alkohol ist jedoch im privaten Bereich gestattet, sofern die Zustimmung des Erziehungsberechtigten vorliegt. Darüber hinaus ist es Minderjährigen erlaubt, Alkohol im Rahmen einer religiösen Zeremonie oder ärztlichen Behandlung zu konsumieren. |
| Kanada                   | Nunavut                                   | Ja (ohne Erlaubnis des Erziehungsberechtigten) / · Nein (mit Erlaubnis des Erziehungsberechtigten)                                                        | Ja / · Nein (im Rahmen einer ärztlichen Behandlung oder im Rahmen einer geschlossenen Gesellschaft in Bars und Restaurants) | 19                                | 19                  | In Nunavut ist der Verkauf und Ausschank von Alkohol an Personen unter 19 Jahren gesetzlich untersagt. Allerdings gibt es Ausnahmen von diesem Verbot im privaten Bereich, wenn die Erziehungsberechtigten ihre Zustimmung geben. Medizinische Behandlungen sind ebenfalls von diesem Verbot ausgenommen. Des Weiteren dürfen Minderjährige in lizenzierten Gaststätten Bier und Wein im Rahmen einer familiären Feier (wie Hochzeiten, Geburtstagen, Familienzusammenkünften und Jubiläen) konsumieren, sofern die gesamte Gaststätte ausschließlich die geschlossene Gesellschaft beherbergt und die Erziehungsberechtigten den Konsum gestatten. |
| Kanada                   | Nova Scotia                               | Ja | Ja / · Nein (nur im Rahmen einer ärztlichen Behandlung)                                                                     | 19                                | 19                  | In Nova Scotia beträgt das Verkaufsalter für alkoholische Getränke 19 Jahre. Der Konsum von Alkohol durch Minderjährige ist generell untersagt, es sei denn, es handelt sich um eine ärztliche Behandlung. |
| Kanada                   | Yukon                                     | Ja | Ja / · Nein (nur im Rahmen einer ärztlichen Behandlung bzw. religiösen Zeremonie)                                           | 19                                | 19                  | In Yukon beträgt das Verkaufsalter für alkoholische Getränke 19 Jahre. Der Konsum von Alkohol durch Minderjährige ist grundsätzlich untersagt, es sei denn, es handelt sich um eine ärztliche Behandlung oder eine religiöse Zeremonie. |
| Kuba                     | Kuba                                      | Nein | Nein | 18                                | 18                  | Für den Konsum gibt es keine Altersbeschränkung. |
| Mexiko                   | Mexiko                                    | Nein | Nein | 18                                | 18                  | Das Gesetz untersagt den Verkauf und Ausschank von Alkohol an Personen unter 18 Jahren. Wer Minderjährigen den Zugang zu Alkohol in der Öffentlichkeit oder im privaten Umfeld ermöglicht, kann mit einer Freiheitsstrafe zwischen sieben und 12 Jahren sowie einer Geldstrafe belegt werden. Jedoch ist der Konsum von Alkohol durch Minderjährige selbst nicht gesetzlich verboten. |
| Nicaragua                | Nicaragua                                 | Nein | Nein | 14 (Restaurants und Speiselokale) | 18                  | Gemäß dem Gesetz von 1980 ist der Verkauf von alkoholischen Getränken in Verkaufsstellen an Personen unter 18 Jahren untersagt. Ebenso ist es nicht erlaubt, alkoholische Getränke in Bars und Nachtclubs an Personen unter 18 Jahren auszuschenken. Allerdings ist der Ausschank in Speisewirtschaften und Restaurants bereits ab 14 Jahren erlaubt. Es sei jedoch angemerkt, dass das Gesetz den Konsum von Alkohol durch Minderjährige nicht ausdrücklich regelt. |
| Nicaragua                | Nicaragua                                 | Nein | Nein | 18 (Bars und Nachtclubs)          | 18                  | Gemäß dem Gesetz von 1980 ist der Verkauf von alkoholischen Getränken in Verkaufsstellen an Personen unter 18 Jahren untersagt. Ebenso ist es nicht erlaubt, alkoholische Getränke in Bars und Nachtclubs an Personen unter 18 Jahren auszuschenken. Allerdings ist der Ausschank in Speisewirtschaften und Restaurants bereits ab 14 Jahren erlaubt. Es sei jedoch angemerkt, dass das Gesetz den Konsum von Alkohol durch Minderjährige nicht ausdrücklich regelt. |
| Panama                   | Panama                                    | Nein | Nein | 18                                | 18                  | Ursprünglich wurde im Jahr 1952 die Altersgrenze für den Verkauf und Ausschank von Alkohol auf 20 Jahre festgesetzt. Doch im Jahr 1990 erfolgte eine Gesetzesänderung, wodurch die Altersgrenze auf 18 Jahre herabgesetzt wurde. |
| St. Kitts und Nevis      | St. Kitts und Nevis                       | Nein | Nein | 16                                | 16                  | Für den Konsum gibt es keine Altersbeschränkung. |
| St. Lucia                | St. Lucia                                 | Nein | Nein | 16                                | 16                  | Für den Konsum gibt es keine Altersbeschränkung. |
| Trinidad und Tobago      | Trinidad und Tobago                       | Nein | Nein | 18                                | 18                  | Es ist gesetzlich untersagt, Alkohol an Personen unter 18 Jahren zu verkaufen, auszuschenken oder an sie abzugeben. Ebenso ist es nicht gestattet, Minderjährige damit zu beauftragen, Alkohol für Dritte zu erwerben. |
| Turks- und Caicosinseln  | Turks- und Caicosinseln                   | Nein | Nein | 18                                | 18                  | Es ist gesetzlich verboten, Alkohol an Minderjährige unter 18 Jahren zu verkaufen oder auszuschenken. |
| Vereinigte Staaten       | Vereinigte Staaten                        | Ja (in 21 Bundesstaaten komplett verboten) / Nein (in 29 Bundesstaaten mit Zustimmung und sechs Bundesstaaten ohne Zustimmung des Erziehungsberechtigten) | Ja (in 42 Bundesstaaten komplett verboten) / Nein (in acht Bundesstaaten mit Zustimmung des Erziehungsberechtigten)         | 21                                | 21                  | Im Jahr 1984 wurde der „National Minimum Drinking Age Act“ verabschiedet, was zur Folge hatte, dass alle Bundesstaaten ihre Altersgrenze auf 21 Jahre heraufsetzten, da ihren Gebieten sonst bis zu 10 % niedrigere Beträge aus der Autobahnfinanzierung des Haushalts der Bundesregierung zugestanden worden wären. Seither ist in allen Bundesstaaten der Verkauf an und Erwerb von alkoholischen Getränken durch Personen unter 21 Jahren verboten. Ebenso dürfen unbegleitete Personen unter 21 Jahren grundsätzlich in keinem Bundesstaat in der Öffentlichkeit alkoholische Getränke konsumieren. Die Vorschriften bezüglich des Alkoholkonsums von Minderjährigen in Begleitung von Familienangehörigen oder im privaten Bereich unterscheiden sich erheblich von Bundesstaat zu Bundesstaat: - In acht Bundesstaaten dürfen Personen unter 21 Jahren in Begleitung eines Erziehungsberechtigten in Bars und Restaurants Alkohol konsumieren. - In sechs Bundesstaaten dürfen Personen unter 21 Jahren auch ohne die Zustimmung der Erziehungsberechtigten auf privatem Grund Alkohol konsumieren. - In 29 Bundesstaaten dürfen Personen unter 21 Jahren mit Zustimmung der Erziehungsberechtigten auf privatem Grund Alkohol konsumieren. - In 26 Bundesstaaten dürfen Personen unter 21 Jahren im Rahmen einer anerkannten religiösen Zeremonie Alkohol konsumieren. - In 16 Bundesstaaten darf Alkohol konsumiert werden, sofern dies im Rahmen einer von einem Arzt verschriebenen medizinischen Behandlung geschieht. - In elf Bundesstaaten gibt es Ausnahmen für den Konsum von Alkohol durch Personen unter 21 Jahren im Rahmen einer Ausbildung (z. B. Kochschule). - In fünf Bundesstaaten gibt es Ausnahmen für den Konsum von Alkohol durch Personen unter 21 Jahren im Rahmen der Ausübung einer staatlichen Beschäftigung (z. B. bei Durchführung einer polizeilichen verdeckten Ermittlung). |
| Vereinigte Staaten       | Amerikanische Jungferninseln              | Ja | Ja | 18                                | 18                  | Der Alkoholverkauf und Ausschank an Minderjährige unter 18 Jahren ist verboten. Ebenso ist der Konsum durch Minderjährige untersagt. |
| Vereinigte Staaten       | Puerto Rico                               | Ja | Ja | 18                                | 18                  | Der Alkoholverkauf und Ausschank an Minderjährige unter 18 Jahren ist verboten. Ebenso ist der Konsum durch Minderjährige untersagt. |

### Südamerika

Mindestalter für Alkoholerwerb in Südamerika:
20 Jahre
18 Jahre
16 JahreBei Kombinationen aus 2 Farben treffen beide Beschränkungen zu, jedoch variieren sie je nach Ort des Verkaufs oder der Höhe des Alkoholgehalts.

Konsumverbote für Minderjährige in Südamerika:
Konsum durch Minderjährige in der Öffentlichkeit und auf privatem Grund reguliert.
Konsum durch Minderjährige in der Öffentlichkeit reguliert, auf privatem Grund unreguliert.
Konsum durch Minderjährige in der Öffentlichkeit und auf privatem Grund unreguliert.

| Land           | Bundesstaat/Region/Provinz | De jure                        | De jure                        | De jure                                                               | De jure             | Anmerkungen |
| Land           | Bundesstaat/Region/Provinz | Konsumverbot für Minderjährige | Konsumverbot für Minderjährige | Mindestalter Erwerb                                                   | Mindestalter Erwerb | Anmerkungen |
| Land           | Bundesstaat/Region/Provinz | Privat                         | Öffentlich                     | Gaststätten                                                           | Einzelhandel        | Anmerkungen |
| -------------- | -------------------------- | ------------------------------ | ------------------------------ | --------------------------------------------------------------------- | ------------------- | --- |
| Argentinien    | Argentinien                | Nein                           | Nein                           | 18                                                                    | 18                  | Der Verkauf von alkoholischen Getränken an Personen unter 18 Jahren ist gesetzlich verboten. Allerdings gibt es keine gesetzlichen Regelungen, die den Konsum von Alkohol durch Minderjährige regeln. |
| Bolivien       | Bolivien                   | Nein                           | Nein                           | 18                                                                    | 18                  | Gemäß den geltenden Bestimmungen ist der Verkauf von alkoholischen Getränken an Personen unter 18 Jahren untersagt. Allerdings gibt es keine gesetzlichen Regelungen, die den Konsum von Alkohol durch Minderjährige regeln. |
| Brasilien      | Brasilien                  | Nein                           | Nein                           | 18                                                                    | 18                  | Die Altersgrenzen werden von den Bundesstaaten selbst festgelegt, die Grenze liegt jedoch einheitlich bei 18 Jahren. |
| Chile          | Chile                      | Nein                           | Nein                           | 18                                                                    | 18                  | Nach den aktuellen Bestimmungen ist es gesetzlich verboten, alkoholische Getränke an Personen unter 18 Jahren zu verkaufen. Allerdings gibt es keine gesetzlichen Regelungen, die den Konsum von Alkohol durch Minderjährige regeln. |
| Ecuador        | Ecuador                    | Nein                           | Nein                           | 18                                                                    | 18                  | Seit 1997 verbietet das „Gesetz gegen den Alkoholismus“ den Verkauf von alkoholischen Getränken an Personen unter 18 Jahren. Allerdings gibt es keine gesetzlichen Regelungen, die den Konsum von Alkohol durch Minderjährige regeln. |
| Falklandinseln | Falklandinseln             | Nein                           | Nein                           | 16 (für Bier, Porter oder Apfelwein in Verbindung mit einer Mahlzeit) | 18                  | Gemäß den geltenden Bestimmungen ist der Verkauf von alkoholischen Getränken an Personen unter 18 Jahren in Gaststätten und Verkaufsstellen grundsätzlich untersagt. Es gibt jedoch eine Ausnahme: Jugendliche über 16 Jahren dürfen in Gaststätten in Verbindung mit einer Mahlzeit ein Glas Bier, Porter oder Cider erwerben und in einem Teil der Gaststätte mit einem „Children Certificate“ dieses konsumieren. Hingegen ist der Konsum von Alkohol nicht gesetzlich geregelt. |
| Falklandinseln | Falklandinseln             | Nein                           | Nein                           | 18                                                                    | 18                  | Gemäß den geltenden Bestimmungen ist der Verkauf von alkoholischen Getränken an Personen unter 18 Jahren in Gaststätten und Verkaufsstellen grundsätzlich untersagt. Es gibt jedoch eine Ausnahme: Jugendliche über 16 Jahren dürfen in Gaststätten in Verbindung mit einer Mahlzeit ein Glas Bier, Porter oder Cider erwerben und in einem Teil der Gaststätte mit einem „Children Certificate“ dieses konsumieren. Hingegen ist der Konsum von Alkohol nicht gesetzlich geregelt. |
| Guyana         | Guyana                     | Nein                           | Nein                           | 16 (für Bier, Porter oder Apfelwein in Verbindung mit einer Mahlzeit) | 18                  | Gemäß den geltenden Bestimmungen ist der Verkauf von alkoholischen Getränken an Personen unter 18 Jahren in Gaststätten und Verkaufsstellen grundsätzlich untersagt. Es gibt jedoch eine Ausnahme: Jugendliche über 16 Jahren dürfen in Gaststätten in Verbindung mit einer Mahlzeit ein Glas Bier, Porter oder Cider erwerben und in einem Teil der Gaststätte mit einem „Children Certificate“ dieses konsumieren. Hingegen ist der Konsum von Alkohol nicht gesetzlich geregelt. |
| Guyana         | Guyana                     | Nein                           | Nein                           | 18                                                                    | 18                  | Gemäß den geltenden Bestimmungen ist der Verkauf von alkoholischen Getränken an Personen unter 18 Jahren in Gaststätten und Verkaufsstellen grundsätzlich untersagt. Es gibt jedoch eine Ausnahme: Jugendliche über 16 Jahren dürfen in Gaststätten in Verbindung mit einer Mahlzeit ein Glas Bier, Porter oder Cider erwerben und in einem Teil der Gaststätte mit einem „Children Certificate“ dieses konsumieren. Hingegen ist der Konsum von Alkohol nicht gesetzlich geregelt. |
| Kolumbien      | Kolumbien                  | Nein                           | Ja                             | 18                                                                    | 18                  | Der Verkauf von alkoholischen Getränken an Personen unter 18 Jahren ist gesetzlich verboten. Minderjährige, die beim öffentlichen Konsum von Alkohol erwischt werden, sind verpflichtet, einen Kurs zur Alkoholismusprävention zu absolvieren. |
| Paraguay       | Paraguay                   | Nein                           | Ja                             | 20                                                                    | 20                  | Der Verkauf alkoholischer Getränke an Personen unter 20 Jahren ist nicht gestattet. Sollten Personen unter 20 Jahren beim öffentlichen Alkoholkonsum erwischt werden, wird der Alkohol beschlagnahmt, unter Aufsicht vernichtet und das Jugendamt informiert. |
| Peru           | Peru                       | Nein                           | Nein                           | 18                                                                    | 18                  | Das Gesetz untersagt den Verkauf von Alkohol an Personen unter 18 Jahren. Allerdings gibt es keine gesetzlichen Regelungen, die den Konsum von Alkohol durch Minderjährige regulieren. |
| Suriname       | Suriname                   | Nein                           | Nein                           | 18                                                                    | 18                  | Das Gesetz untersagt den Verkauf von Alkohol an Personen unter 18 Jahren. Allerdings gibt es keine gesetzlichen Regelungen, die den Konsum von Alkohol durch Minderjährige regulieren. |
| Uruguay        | Uruguay                    | Nein                           | Nein                           | 18                                                                    | 18                  | Die gesetzlichen Bestimmungen untersagen den Verkauf von Alkohol an Personen unter 18 Jahren. Allerdings gibt es keine gesetzlichen Regelungen, die den Konsum von Alkohol durch Minderjährige regulieren. |
| Venezuela      | Venezuela                  | Nein                           | Nein                           | 18                                                                    | 18                  | Die gesetzlichen Bestimmungen untersagen den Verkauf von Alkohol an Personen unter 18 Jahren. Allerdings gibt es keine gesetzlichen Regelungen, die den Konsum von Alkohol durch Minderjährige regulieren. |

### Europa

Mindestalter für Alkoholerwerb in Europa:
20 Jahre
18 Jahre
17 Jahre
16 JahreBei Kombinationen aus 2 Farben treffen beide Beschränkungen zu, jedoch variieren sie je nach Ort des Verkaufs oder der Höhe des Alkoholgehalts.

Konsumverbote für Minderjährige in Europa:
Konsum durch Minderjährige in der Öffentlichkeit und auf privatem Grund reguliert.
Konsum durch Minderjährige in der Öffentlichkeit reguliert, auf privatem Grund unreguliert.
Konsum durch Minderjährige in der Öffentlichkeit und auf privatem Grund unreguliert.

| Land                                                 | Bundesstaat/Region/Provinz                     | De jure                        | De jure                        | De jure                                                                | De jure                                                | Anmerkungen |
| Land                                                 | Bundesstaat/Region/Provinz                     | Konsumverbot für Minderjährige | Konsumverbot für Minderjährige | Mindestalter Erwerb                                                    | Mindestalter Erwerb                                    | Anmerkungen |
| Land                                                 | Bundesstaat/Region/Provinz                     | Privat                         | Öffentlich                     | Gaststätten                                                            | Einzelhandel                                           | Anmerkungen |
| ---------------------------------------------------- | ---------------------------------------------- | ------------------------------ | ------------------------------ | ---------------------------------------------------------------------- | ------------------------------------------------------ | --- |
| Albanien                                             | Albanien                                       | Nein                           | Nein                           | 18                                                                     | 18                                                     | In Begleitung von Erziehungsberechtigten ist der Konsum auch jüngeren Personen gestattet. |
| Andorra                                              | Andorra                                        | Nein                           | Ja                             | 18                                                                     | 18                                                     | In Andorra ist der Verkauf von alkoholischen Getränken sowie der Konsum durch Minderjährige in der Öffentlichkeit untersagt. |
| Armenien                                             | Armenien                                       | Nein                           | Nein                           | 18                                                                     | 18                                                     | Der Verkauf sowie die Weitergabe von Alkohol an Minderjährige führt zu einer Verwaltungsstrafe |
| Aserbaidschan                                        | Aserbaidschan                                  | Nein                           | Nein                           | 18                                                                     | 18                                                     | In Aserbaidschan ist der Verkauf von Alkohol an Minderjährige unter 18 Jahren verboten, jedoch ist der Konsum gesetzlich nicht geregelt. |
| Belarus                                              | Belarus                                        | Ja                             | Ja                             | 18                                                                     | 18                                                     | Der Alkoholverkauf an Minderjährige ist verboten. |
| Belgien                                              | Belgien                                        | Nein                           | Nein                           | 16 (<22 % Vol.)                                                        | 16 (<22 % Vol.)                                        | Seit dem 10. Januar 2010 ist es verboten, destillierte alkoholische Getränke an Personen unter 18 Jahren zu verkaufen, auszuschenken oder anzubieten oder alkoholische Getränke an Personen unter 16 Jahren abzugeben. Zuvor war es verboten, alkoholische Getränke an Personen unter 16 Jahren zu verkaufen, aber erwachsene Begleitpersonen konnten Getränke für sie kaufen. |
| Belgien                                              | Belgien                                        | Nein                           | Nein                           | 18 (Spirituosen >1.2% Vol. und alkoholische andere Getränke >22% Vol.) |                                                        | Seit dem 10. Januar 2010 ist es verboten, destillierte alkoholische Getränke an Personen unter 18 Jahren zu verkaufen, auszuschenken oder anzubieten oder alkoholische Getränke an Personen unter 16 Jahren abzugeben. Zuvor war es verboten, alkoholische Getränke an Personen unter 16 Jahren zu verkaufen, aber erwachsene Begleitpersonen konnten Getränke für sie kaufen. |
| Bosnien und Herzegowina                              | Bosnien und Herzegowina                        | Nein                           | Nein                           | 18                                                                     | 18                                                     | Es ist verboten, alkoholische Getränke im Einzelhandel an Personen unter 18 Jahren zu verkaufen. Der Konsum wird nicht gesetzlich reglementiert. |
| Bulgarien                                            | Bulgarien                                      | Nein                           | Nein                           | 18                                                                     | 18                                                     | In Bulgarien ist der Verkauf von Alkohol an Personen unter 18 Jahren verboten. Allerdings gibt es keine gesetzlichen Vorschriften bezüglich des Konsums. |
| Dänemark                                             | Dänemark                                       | Nein                           | Nein                           | 18                                                                     | 16 (<16.5% Vol.)                                       | In Dänemark gab es bis zum Jahr 1998 kein gesetzliches Verbot für den Verkauf von alkoholischen Getränken im Einzelhandel an bestimmte Altersgruppen. Ab dem Jahr 1998 wurde jedoch der Verkauf von Alkohol an Personen unter 15 Jahren im Einzelhandel untersagt. Später, ab dem Jahr 2004, wurde das Mindestalter für den Erwerb von alkoholischen Getränken im Einzelhandel auf 16 Jahre angehoben. Seit dem Jahr 2011 gelten weitere Bestimmungen: Der Verkauf von alkoholischen Getränken im Einzelhandel an Personen unter 16 Jahren ist nun generell untersagt. Darüber hinaus ist der Verkauf von alkoholischen Getränken mit einem Alkoholgehalt von mehr als 16,5 % Vol. an Personen unter 18 Jahren ebenfalls verboten. |
| Dänemark                                             | Dänemark                                       | Nein                           | Nein                           | 18                                                                     | 18 (>16.5% Vol.)                                       | In Dänemark gab es bis zum Jahr 1998 kein gesetzliches Verbot für den Verkauf von alkoholischen Getränken im Einzelhandel an bestimmte Altersgruppen. Ab dem Jahr 1998 wurde jedoch der Verkauf von Alkohol an Personen unter 15 Jahren im Einzelhandel untersagt. Später, ab dem Jahr 2004, wurde das Mindestalter für den Erwerb von alkoholischen Getränken im Einzelhandel auf 16 Jahre angehoben. Seit dem Jahr 2011 gelten weitere Bestimmungen: Der Verkauf von alkoholischen Getränken im Einzelhandel an Personen unter 16 Jahren ist nun generell untersagt. Darüber hinaus ist der Verkauf von alkoholischen Getränken mit einem Alkoholgehalt von mehr als 16,5 % Vol. an Personen unter 18 Jahren ebenfalls verboten. |
| Deutschland                                          | Deutschland                                    | Nein                           | Ja                             | 16 (Bier, Wein, Weinähnliche Getränke oder Schaumwein)                 | 16 (Bier, Wein, Weinähnliche Getränke oder Schaumwein) | Es ist verboten, in Gaststätten, Verkaufsstellen oder sonst in der Öffentlichkeit an Personen - unter 18 Jahren Branntwein oder branntweinhaltige Lebensmittel, die Branntwein in nicht nur geringfügiger Menge enthalten, abzugeben oder deren Konsum zu gestatten. Ausnahme: verheiratete Jugendliche (ab 16 Jahren möglich) (§ 1 JuSchG). Es handelt sich hierbei um alle alkoholischen Getränke und Lebensmittel, die durch ein Destillationsverfahren hergestellt werden, beispielsweise Obstbrände, Obstgeiste, Getreidebrände (Korn, Whisky und Wodka), Brände aus Zuckerrohr (Rum und Cachaça), Liköre (sowie Alcopops), Spirituosen mit Wacholder (Gin und Genever), Absinth und Weinbrand (Cognac, Pisco und Divin). - unter 16 Jahren andere alkoholische Getränke abzugeben oder deren Konsum zu gestatten. Ausnahme: Jugendliche (ab 14 Jahren) in Begleitung einer personensorgeberechtigten Person (§ 9 JuSchG). Mit „anderen alkoholischen Getränken“ sind dem Umkehrschluss zufolge jegliche Getränke, die durch alkoholische Gärung hergestellt werden, gemeint, zum Beispiel Bier, Wein und Schaumwein. |
| Deutschland                                          | Deutschland                                    | Nein                           | Ja                             | 18 (Spirituosen und andere alkoholische Getränke)                      |                                                        | Es ist verboten, in Gaststätten, Verkaufsstellen oder sonst in der Öffentlichkeit an Personen - unter 18 Jahren Branntwein oder branntweinhaltige Lebensmittel, die Branntwein in nicht nur geringfügiger Menge enthalten, abzugeben oder deren Konsum zu gestatten. Ausnahme: verheiratete Jugendliche (ab 16 Jahren möglich) (§ 1 JuSchG). Es handelt sich hierbei um alle alkoholischen Getränke und Lebensmittel, die durch ein Destillationsverfahren hergestellt werden, beispielsweise Obstbrände, Obstgeiste, Getreidebrände (Korn, Whisky und Wodka), Brände aus Zuckerrohr (Rum und Cachaça), Liköre (sowie Alcopops), Spirituosen mit Wacholder (Gin und Genever), Absinth und Weinbrand (Cognac, Pisco und Divin). - unter 16 Jahren andere alkoholische Getränke abzugeben oder deren Konsum zu gestatten. Ausnahme: Jugendliche (ab 14 Jahren) in Begleitung einer personensorgeberechtigten Person (§ 9 JuSchG). Mit „anderen alkoholischen Getränken“ sind dem Umkehrschluss zufolge jegliche Getränke, die durch alkoholische Gärung hergestellt werden, gemeint, zum Beispiel Bier, Wein und Schaumwein. |
| Estland                                              | Estland                                        | Ja                             | Ja                             | 18                                                                     | 18                                                     | Der Verkauf von alkoholischen Getränken sowie deren Konsum durch Minderjährige ist verboten. |
| Finnland                                             | Finnland                                       | Ja                             | Ja                             | 18                                                                     | 18(<22% Vol.)                                          | Die Polizei kann Minderjährige auf öffentlichen Plätzen durchsuchen und alle in ihrem Besitz befindlichen alkoholischen Getränke beschlagnahmen oder vernichten. Die Vorfälle werden dem Erziehungsberechtigten und dem Kinderschutzdienst gemeldet, der gegebenenfalls das Jugendamt einschaltet. Außerdem wird gegen Personen ab 15 Jahren eine Geldstrafe verhängt. Im privaten Bereich gilt das Anbieten von Alkohol an Minderjährige als Straftat, wenn es zu Trunkenheit führt und die Tat unter Berücksichtigung des Alters, des Reifegrads und anderer Umstände des Minderjährigen insgesamt als verwerflich angesehen werden kann. |
| Finnland                                             | Finnland                                       | Ja                             | Ja                             | 18                                                                     | 20 (>22% Vol.)                                         | Die Polizei kann Minderjährige auf öffentlichen Plätzen durchsuchen und alle in ihrem Besitz befindlichen alkoholischen Getränke beschlagnahmen oder vernichten. Die Vorfälle werden dem Erziehungsberechtigten und dem Kinderschutzdienst gemeldet, der gegebenenfalls das Jugendamt einschaltet. Außerdem wird gegen Personen ab 15 Jahren eine Geldstrafe verhängt. Im privaten Bereich gilt das Anbieten von Alkohol an Minderjährige als Straftat, wenn es zu Trunkenheit führt und die Tat unter Berücksichtigung des Alters, des Reifegrads und anderer Umstände des Minderjährigen insgesamt als verwerflich angesehen werden kann. |
| Frankreich                                           | Frankreich                                     | Nein                           | Nein                           | 18                                                                     | 18                                                     | Der Verkauf von alkoholischen Getränken an Personen unter 18 Jahren ist verboten, der Konsum wird jedoch nicht gesetzlich reguliert. Die Altersgrenze wurde im Jahr 2009 durch den Senat von 16 auf 18 Jahre angehoben. |
| Georgien                                             | Georgien                                       | Nein                           | Nein                           | 18                                                                     | 18                                                     | Gemäß dem Gesetz zum Schutz von Minderjährigen vor schädlichen Einflüssen von 2001 ist der Verkauf von alkoholischen Getränken an Minderjährige verboten. Das Jugendstrafgesetzbuch (2015) definiert Minderjährige in Artikel 3 als Personen unter 18 Jahren. |
| Gibraltar                                            | Gibraltar                                      | Nein                           | Ja                             | 16 (Bier, Wein, Cider <15% Vol. sowie sonstige Getränke <5,5% Vol.)    | 18                                                     | Der Verkauf von Alkohol im Einzelhandel unter 18 Jahren ist verboten. Hingegen ist der Verkauf und Konsum von alkoholischen Getränken in einem „licensed premises“ (Bar, Restaurant, Taverne etc.) ist Minderjährigen ab 16 Jahren gestattet wenn: - Es sich bei dem alkoholischen Getränk um Bier, Wein oder Cider handelt, der einen Alkoholgehalt von 15 Vol.-% nicht übersteigt; oder - Das alkoholische Getränk in Flaschen, oder einem vorverpackten Behältnis verkauft wird und einen Alkoholgehalt von 5,5 Vol.-% nicht übersteigt. |
| Gibraltar                                            | Gibraltar                                      | Nein                           | Ja                             | 18 (sonstige alkoholische Getränke)                                    | 18                                                     | Der Verkauf von Alkohol im Einzelhandel unter 18 Jahren ist verboten. Hingegen ist der Verkauf und Konsum von alkoholischen Getränken in einem „licensed premises“ (Bar, Restaurant, Taverne etc.) ist Minderjährigen ab 16 Jahren gestattet wenn: - Es sich bei dem alkoholischen Getränk um Bier, Wein oder Cider handelt, der einen Alkoholgehalt von 15 Vol.-% nicht übersteigt; oder - Das alkoholische Getränk in Flaschen, oder einem vorverpackten Behältnis verkauft wird und einen Alkoholgehalt von 5,5 Vol.-% nicht übersteigt. |
| Griechenland                                         | Griechenland                                   | Nein                           | Ja                             | 18                                                                     | 18                                                     | Im Jahr 2008 wurde der Konsum alkoholischer Getränken für Minderjährige in der Öffentlichkeit verboten. Das Gesetz gilt jedoch nicht für private Veranstaltungen oder das eigene Zuhause. |
| Vereinigtes Königreich Großbritannien und Nordirland | England und Wales                              | Ja                             | Ja                             | 18                                                                     | 18                                                     | - Der Verkauf und Konsum von Alkohol in der Öffentlichkeit unter 18 Jahren ist verboten. - Jedoch ist der Konsum von Bier, Wein oder Apfelschaumwein in Restaurants und Bars mit einer Mahlzeit ab 16 Jahren gestattet, wenn eine Person über 18 Jahren die Bestellung aufgibt. - Privat dürfen Kinder und Jugendliche unter 5 Jahren keinen Alkohol konsumieren; es sei denn, es handelt sich um einen medizinischen Notfall. Im Jahr 1872 wurde der Verkauf von alkoholischen Getränken an Kinder und Jugendliche unter 16 Jahren verboten. Im Jahr 1908 wurde das Betreten von Gaststätten und Pubs für Jugendliche unter 14 Jahren untersagt. Im Jahr 1923 wurde die bis heute gültige Altersgrenze von 18 Jahren für den Verkauf von alkoholischen Getränken eingeführt. |
| Vereinigtes Königreich Großbritannien und Nordirland | Schottland                                     | Nein                           | Ja                             | 18                                                                     | 18                                                     | - Der Verkauf und Konsum von Alkohol in der Öffentlichkeit unter 18 Jahren ist verboten. - Jedoch ist der Konsum von Bier, Wein oder Apfelschaumwein in Restaurants und Bars mit einer Mahlzeit ab 16 Jahren gestattet, wenn eine Person über 18 Jahren die Bestellung aufgibt. - Im Gegensatz zu den anderen Landesteilen gibt es keine gesetzlichen Regelungen bezüglich des Konsums von Alkohol im privaten Umfeld. |
| Vereinigtes Königreich Großbritannien und Nordirland | Nordirland                                     | Ja                             | Ja                             | 18                                                                     | 18                                                     | - Der Verkauf und Konsum von Alkohol in der Öffentlichkeit unter 18 Jahren ist verboten. - Privat dürfen Kinder und Jugendliche unter 14 Jahren keinen Alkohol konsumieren; es sei denn, es handelt sich um einen medizinischen Notfall. |
| Irland                                               | Irland                                         | Nein                           | Ja                             | 18                                                                     | 18                                                     | Der Verkauf und Konsum von alkoholischen Getränken ist für Personen unter 18 Jahren verboten. |
| Island                                               | Island                                         | Nein                           | Nein                           | 20                                                                     | 20                                                     | Das Besitzen oder Konsumieren von Alkohol durch Personen unter 20 Jahren ist zwar keine strafbare Handlung, aber wenn Minderjährige unter 18 Jahren Alkohol konsumieren, wird die Polizei die Eltern kontaktieren und einen Bericht an die Kinderschutzbehörde weiterleiten. Es ist jedoch gesetzwidrig, Alkohol an Minderjährige zur Verfügung zu stellen. Der Konsum von Alkohol in der Öffentlichkeit ist verboten, doch die Durchsetzung dieses Verbots in öffentlichen Bereichen erfolgt selten. |
| Italien                                              | Italien                                        | Nein                           | Nein                           | 18                                                                     | 18                                                     | Im Jahr 2012 wurde die Altersgrenze durch den Gesundheitsminister Renato Balduzzi von 16 auf 18 Jahre angehoben. Verstöße werden nun mit Geldbußen zwischen 250 € und 1000 € geahndet. Das neue Gesetzesdekret sorgte zunächst für Verwirrung, da die alte gesetzliche Regelung weiterhin unverändert in Kraft blieb. So hieß es im neuen Gesetz (Legge n. 189/2012), dass der Verkauf von alkoholischen Getränken an Minderjährige unter 18 Jahren verboten sei und bei Zweifeln der Ausweis verlangt werden dürfe. In der alten Regelung (L’art. 689 del codice penale) wurde der Ausschank von alkoholischen Getränken in Lokalen und Gaststätten lediglich an Minderjährige unter 16 Jahren verboten. Nach einem Rundschreiben des Gesundheitsministeriums stellte dieses klar, dass in diesem Zusammenhang „Ausschank“ und „Verkauf“ die gleiche Bedeutung haben. |
| Kosovo                                               | Kosovo                                         | Nein                           | Nein                           | 18                                                                     | 18                                                     | Das Gesetz verbietet den Verkauf von alkoholischen Getränken an Personen unter 18 Jahren. Allerdings gibt es keine gesetzlichen Bestimmungen, die den Konsum regeln. |
| Kroatien                                             | Kroatien                                       | Nein                           | Nein                           | 18                                                                     | 18                                                     | Das Gesetz verbietet den Verkauf von alkoholischen Getränken an Personen unter 18 Jahren. Allerdings gibt es keine gesetzlichen Bestimmungen, die den Konsum regeln. |
| Lettland                                             | Lettland                                       | Nein                           | Nein                           | 18                                                                     | 18                                                     | Der Verkauf von alkoholischen Getränken an Personen unter 18 Jahren ist verboten. Käufer zwischen 18 und 25 Jahren müssen sich beim Kauf unaufgefordert ausweisen. Es gibt keine Begrenzung für den Konsum. |
| Liechtenstein                                        | Liechtenstein                                  | Ja                             | Ja                             | 16 (Bier, Wein und Schaumwein)                                         | 16 (Bier, Wein und Schaumwein)                         | Der Konsum und Besitz von alkoholischen Getränken durch Personen unter 16 Jahren ist verboten. Der Konsum und Besitz von Spirituosen und Alkopops ist für Kinder und Jugendliche unter 18 Jahren verboten. |
| Liechtenstein                                        | Liechtenstein                                  | Ja                             | Ja                             | 18 (Spirituosen und Alkopops)                                          |                                                        | Der Konsum und Besitz von alkoholischen Getränken durch Personen unter 16 Jahren ist verboten. Der Konsum und Besitz von Spirituosen und Alkopops ist für Kinder und Jugendliche unter 18 Jahren verboten. |
| Litauen                                              | Litauen                                        | Ja                             | Ja                             | 20                                                                     | 20                                                     | Bis zum 31. Dezember 2017 galt ein Mindestalter von 18 Jahren für den Konsum und Erwerb von alkoholischen Getränken. Seit dem 1. Januar 2018 ist der Verkauf von alkoholischen Getränken an Personen unter 20 Jahren verboten. |
| Luxemburg                                            | Luxemburg                                      | Nein                           | Nein                           | 16                                                                     | 16                                                     | Der Verkauf von Alkohol mit mehr als 1,2 Vol.-% an Personen unter 16 Jahren verboten. |
| Malta                                                | Malta                                          | Nein                           | Ja                             | 17                                                                     | 17                                                     | Im Oktober 2009 wurde die Altersgrenze von zunächst 16 auf 17 Jahre angehoben. Gemäß der Polizeiverordnung von Malta ist es verboten, Alkohol an unter 17-Jährige abzugeben, zu verkaufen, auszuschenken, sowie unter 17-Jährigen den öffentlichen Konsum und Besitz von Alkohol zu gestatten. |
| Nordmazedonien                                       | Nordmazedonien                                 | Nein                           | Nein                           | 18                                                                     | 18                                                     | Der Verkauf und Ausschank alkoholischer Getränke an Minderjährige unter 18 Jahren ist gesetzlich verboten. Ab 19:00 Uhr tritt ein generelles Verkaufs- und Ausschankverbot in kraft welches bis um 06:00 Uhr am Folgetag anhält. Verkäufer haben ein Hinweisschild in den Maßen 20 × 50 cm, und der Aufschrift: „со содржина забранета е продажба на алкохолни и енергетски пијалаци и цигари на лица со возраст под 18 години.“ (Der Verkauf von Alkohol, Energydrinks, und Tabakwaren an Personen unter 18 Jahre ist verboten.) am Verkaufsort anzubringen. |
| Moldau                                               | Moldau                                         | Nein                           | Nein                           | 18                                                                     | 18                                                     | Es ist verboten, Alkohol an Personen unter 18 Jahren abzugeben. Der Kauf und Konsum von Alkohol durch Minderjährige ist nicht illegal. Das Mindestkaufalter wurde 2012 von 16 auf 18 erhöht. |
| Monaco                                               | Monaco                                         | Nein                           | Nein                           | 18                                                                     | 18                                                     | Für den Konsum gibt es keine Altersbeschränkung. |
| Montenegro                                           | Montenegro                                     | Nein                           | Nein                           | 18                                                                     | 18                                                     | Für den Konsum gibt es keine Altersbeschränkung. |
| Niederlande                                          | Niederlande                                    | Nein                           | Ja                             | 18                                                                     | 18                                                     | Seit dem 1. Januar 2014 gilt in den Niederlanden ein Mindestalter von 18 Jahren von Verkauf und Ausschank von Alkohol. |
| Norwegen                                             | Norwegen                                       | Nein                           | Nein                           | 18 (<22% Vol.)                                                         | 18 (<22% Vol.)                                         | Alkohol, der von Minderjährigen besessen wird, kann als Beweismittel beschlagnahmt werden. Obwohl das Trinken in der Öffentlichkeit verboten ist, wird dies selten durchgesetzt. |
| Norwegen                                             | Norwegen                                       | Nein                           | Nein                           | 20 (>22% Vol.)                                                         |                                                        | Alkohol, der von Minderjährigen besessen wird, kann als Beweismittel beschlagnahmt werden. Obwohl das Trinken in der Öffentlichkeit verboten ist, wird dies selten durchgesetzt. |
| Österreich                                           | Burgenland Kärnten Niederösterreich Tirol Wien | Nein                           | Ja                             | 16 (Bier, Wein und Schaumwein)                                         | 18 (Spirituosen und Alkopops)                          | Im Jahr 2019 wurde eine Harmonisierung der gesetzlichen Bestimmungen durchgeführt, wodurch die Altersgrenzen für den Erwerb von Spirituosen und gebranntem Alkohol in den Bundesländern Wien, Niederösterreich und dem Burgenland von zuvor 16 Jahren auf 18 Jahre angehoben wurden. In den Bundesländern Oberösterreich, Salzburg, Steiermark und Vorarlberg gelten die Beschränkungen für den Konsum von Alkohol nicht nur im öffentlichen Bereich, sondern auch für den privaten Bereich. Im Gegensatz dazu gibt es in den Bundesländern Burgenland, Kärnten, Niederösterreich, Tirol und Wien keine gesetzlichen Bestimmungen für den Konsum von Alkohol im privaten Umfeld. In Kärnten gilt zusätzlich die Einschränkung, dass Jugendliche zwischen 16 und 18 Jahren in der Öffentlichkeit alkoholische Getränke nur bis zu einer Atemalkoholkonzentration von 0,5 Promille konsumieren dürfen. |
| Österreich                                           | Oberösterreich Salzburg Steiermark Vorarlberg  | Ja                             | Ja                             | 16 (Bier, Wein und Schaumwein)                                         | 18 (Spirituosen und Alkopops)                          | Im Jahr 2019 wurde eine Harmonisierung der gesetzlichen Bestimmungen durchgeführt, wodurch die Altersgrenzen für den Erwerb von Spirituosen und gebranntem Alkohol in den Bundesländern Wien, Niederösterreich und dem Burgenland von zuvor 16 Jahren auf 18 Jahre angehoben wurden. In den Bundesländern Oberösterreich, Salzburg, Steiermark und Vorarlberg gelten die Beschränkungen für den Konsum von Alkohol nicht nur im öffentlichen Bereich, sondern auch für den privaten Bereich. Im Gegensatz dazu gibt es in den Bundesländern Burgenland, Kärnten, Niederösterreich, Tirol und Wien keine gesetzlichen Bestimmungen für den Konsum von Alkohol im privaten Umfeld. In Kärnten gilt zusätzlich die Einschränkung, dass Jugendliche zwischen 16 und 18 Jahren in der Öffentlichkeit alkoholische Getränke nur bis zu einer Atemalkoholkonzentration von 0,5 Promille konsumieren dürfen. |
| Polen                                                | Polen                                          | Nein                           | Nein                           | 18                                                                     | 18                                                     | Betrunkenen Personen ist der Erwerb von Alkohol untersagt. Öffentlicher Alkoholkonsum außerhalb dafür designierter Zonen ist grundsätzlich verboten. |
| Portugal                                             | Portugal                                       | Nein                           | Ja                             | 18                                                                     | 18                                                     | Personen, die betrunken sind oder eine „geistige Abnormität“ aufweisen, ist der Erwerb von alkoholischen Getränken untersagt. Bis zum Jahr 2012 lag die Altersgrenze für den Erwerb bei 16 Jahren. Das Parlament beschloss 2012, den Verkauf und Konsum von Spirituosen für Personen unter 18 Jahren zu verbieten. Mit einer Gesetzesnovelle im Jahr 2015 wurde der Verkauf von alkoholischen Getränken an Personen unter 18 Jahren sowie der Konsum durch Personen unter 18 Jahren untersagt. |
| Rumänien                                             | Rumänien                                       | Nein                           | Ja                             | 18                                                                     | 18                                                     | Der Verkauf sowie die Abgabe von Alkohol an Personen unter 18 Jahren ist verboten. Des Weiteren ist der Ausschank von Alkohol in Bars, Tavernen, Diskotheken und Restaurants ebenfalls unter 18 Jahren verboten. |
| Russland                                             | Russland                                       | Nein                           | Ja                             | 18                                                                     | 18                                                     | Die gesetzlichen Bestimmungen untersagen den Verkauf von alkoholischen Getränken an Personen unter 18 Jahren. Ebenso ist der Konsum in der Öffentlichkeit für Personen unter 16 Jahren verboten. |
| San Marino                                           | San Marino                                     | Nein                           | Nein                           | 16                                                                     | 16                                                     | Das Strafgesetzbuch verbietet den Verkauf alkoholischer Getränke an Personen unter 16 Jahren. Jedoch gibt es keine gesetzlichen Regelungen bezüglich des Konsums und Besitzes von alkoholischen Getränken durch Minderjährige. |
| Schweden                                             | Schweden                                       | Nein                           | Nein                           | 18                                                                     | nicht geregelt (≤ 2,25% Vol.)                          | Systembolaget: Der Verkauf von alkoholischen Getränken mit mehr als 3,5 Vol.-% ist nur in Systembolaget-Geschäften gestattet. Der Verkauf an Personen unter 20 Jahren ist verboten. Einzelhandel: In Geschäften und öffentlichen Verkaufsstellen dürfen keine alkoholischen Getränke an Personen unter 18 Jahren verkauft werden. Außerdem dürfen dort nur solche mit maximal 3,5 Vol.-% Alkohol angeboten werden. Ausschank: Der Ausschank von Alkohol in Restaurants, Diskotheken und Bars an Personen unter 18 Jahren ist verboten. |
| Schweden                                             | Schweden                                       | Nein                           | Nein                           | 18                                                                     | 18 (>2,25% bis ≤3,5% Vol.)                             | Systembolaget: Der Verkauf von alkoholischen Getränken mit mehr als 3,5 Vol.-% ist nur in Systembolaget-Geschäften gestattet. Der Verkauf an Personen unter 20 Jahren ist verboten. Einzelhandel: In Geschäften und öffentlichen Verkaufsstellen dürfen keine alkoholischen Getränke an Personen unter 18 Jahren verkauft werden. Außerdem dürfen dort nur solche mit maximal 3,5 Vol.-% Alkohol angeboten werden. Ausschank: Der Ausschank von Alkohol in Restaurants, Diskotheken und Bars an Personen unter 18 Jahren ist verboten. |
| Schweden                                             | Schweden                                       | Nein                           | Nein                           | 18                                                                     | 20 (Systembolaget >3,5% Vol.)                          | Systembolaget: Der Verkauf von alkoholischen Getränken mit mehr als 3,5 Vol.-% ist nur in Systembolaget-Geschäften gestattet. Der Verkauf an Personen unter 20 Jahren ist verboten. Einzelhandel: In Geschäften und öffentlichen Verkaufsstellen dürfen keine alkoholischen Getränke an Personen unter 18 Jahren verkauft werden. Außerdem dürfen dort nur solche mit maximal 3,5 Vol.-% Alkohol angeboten werden. Ausschank: Der Ausschank von Alkohol in Restaurants, Diskotheken und Bars an Personen unter 18 Jahren ist verboten. |
| Schweiz                                              | Übrige Kantone                                 | Nein                           | Nein                           | 16 (Bier, Wein und Schaumwein)                                         | 16 (Bier, Wein und Schaumwein)                         | Es ist verboten, an Minderjährige - unter 18 Jahren „gebrannte Wasser“ auszuschenken, zu verkaufen oder den Konsum zu gestatten. (def. „gebrannte Wasser“: Spirituosen, sowie Bier und Wein mit mehr als 15 Vol.-%, und Naturwein mit mehr als 18 Vol.-%) - unter 16 Jahren alkoholische Getränke auszuschenken, zu verkaufen oder den Konsum zu gestatten. |
| Schweiz                                              | Übrige Kantone                                 | Nein                           | Nein                           | 18 (Spirituosen und Alkopops)                                          |                                                        | Es ist verboten, an Minderjährige - unter 18 Jahren „gebrannte Wasser“ auszuschenken, zu verkaufen oder den Konsum zu gestatten. (def. „gebrannte Wasser“: Spirituosen, sowie Bier und Wein mit mehr als 15 Vol.-%, und Naturwein mit mehr als 18 Vol.-%) - unter 16 Jahren alkoholische Getränke auszuschenken, zu verkaufen oder den Konsum zu gestatten. |
| Schweiz                                              | Tessin                                         | Nein                           | Nein                           | 18                                                                     | 18                                                     | Der Kanton Tessin verbietet als einziger Kanton der Schweiz den Alkoholverkauf an Personen unter 18 Jahren. |
| Serbien                                              | Serbien                                        | Nein                           | Nein                           | 18                                                                     | 18                                                     | Das Gesetz verbietet den Verkauf von alkoholischen Getränken an Personen unter 18 Jahren. Allerdings gibt es keine gesetzlichen Vorschriften bezüglich des Konsums. |
| Slowakei                                             | Slowakei                                       | Ja                             | Ja                             | 18                                                                     | 18                                                     | Der Verkauf von alkoholischen Getränken sowie deren Konsum ist Personen unter 18 Jahren verboten. |
| Slowenien                                            | Slowenien                                      | Nein                           | Nein                           | 18                                                                     | 18                                                     | Als Alkohol werden Getränke klassifiziert, deren Alkoholgehalt über 1,2 % liegt. |
| Spanien                                              | Übrige Autonome Gemeinschaften                 | Nein                           | Nein                           | 18                                                                     | 18                                                     | Das Mindestalter für den Alkoholkonsum wird von den einzelnen Autonomen Regionen geregelt, liegt jedoch einheitlich bei 18 Jahren. Bis 2010 galt ein Mindestalter von 16 Jahren in Galicien, bis 2006 in Kastilien-León, und bis 2002 in Katalonien und Valencia. Das Fürstentum Asturien hat mit der Verabschiedung des „Ley del Principado de Asturias de Atención Integral en Materia de Drogas y Bebidas Alcohólicas“ vom 6. März 2015 das Mindestalter für den Konsum, Verzehr und Ausschank von Alkohol von 16 auf 18 Jahre angehoben. |
| Spanien                                              | Balearische Inseln                             | Ja                             | Ja                             | 18                                                                     | 18                                                     | Seit dem Jahr 2013 ist neben dem Verkauf alkoholischer Getränke an Personen unter 18 Jahren auch der Konsum durch Personen unter 18 Jahren grundsätzlich untersagt. |
| Tschechien                                           | Tschechien                                     | Nein                           | Nein                           | 18                                                                     | 18                                                     | Der Verkauf von alkoholischen Getränken an Personen unter 18 Jahren ist verboten. Der Konsum ist hingegen nicht geregelt. |
| Türkei                                               | Türkei                                         | Ja                             | Ja                             | 18                                                                     | 18                                                     | Der Verkauf und Konsum alkoholischer Getränke ist auf Personen ab 18 Jahren beschränkt. Im Januar 2011 wurde eine staatliche Maßnahme eingeführt, die vorschlug, den Verkauf von Alkohol bei bestimmten Veranstaltungen auf Personen unter 24 Jahren zu beschränken, anstatt dem offiziellen und gesetzlichen Mindestalter von 18 Jahren, wie es zuvor festgelegt war. Allerdings wurde diese Beschränkung später von den Gerichten aufgehoben und als verfassungswidrig eingestuft. |
| Ungarn                                               | Ungarn                                         | Nein                           | Ja                             | 18                                                                     | 18                                                     | Der Konsum von Alkohol an öffentlichen Orten ist untersagt. Im Jahr 1921 wurde ein Dekret erlassen, das den Verkauf von alkoholischen Getränken an unbegleitete Personen unter 16 Jahren verbot. Im Jahr 1925 wurde dieses Dekret ergänzt, und es wurde fortan auch der Verkauf alkoholischer Getränke an begleitende Kinder unter 12 Jahren untersagt. In den folgenden Jahren wurden weitere Einschränkungen für schulpflichtige Kinder eingeführt, jedoch erst im Jahr 1995 wurde die Altersgrenze von 18 Jahren eingeführt. Seitdem ist auch der Konsum von alkoholischen Getränken in der Öffentlichkeit für Personen unter 18 Jahren untersagt. |
| Ukraine                                              | Ukraine                                        | Nein                           | Nein                           | 18                                                                     | 18                                                     | Der Konsum von Alkohol an öffentlichen Orten ist untersagt. |
| Vatikanstadt                                         | Vatikanstadt                                   | Ja                             | Ja                             | 18                                                                     | 18                                                     | Wie in vielen anderen Bereichen auch greift man hier auf die italienische Gesetzgebung zurück. |
| Zypern                                               | Zypern                                         | Ja                             | Ja                             | 18                                                                     | 18                                                     | Der Verkauf und Ausschank von alkoholischen Getränken an Personen unter 18 Jahren ist verboten. Der Konsum ist hingegen nur für Personen unter 17 Jahren verboten. |

### Ozeanien

Alkoholersterwerbsalter in Ozeanien:
Mindestalter von 21 Jahren
Mindestalter von 18 Jahren

Konsumverbote für Minderjährige in Ozeanien:
Konsum durch Minderjährige in der Öffentlichkeit und auf privatem Grund reguliert.
Konsum durch Minderjährige in der Öffentlichkeit reguliert, auf privatem Grund unreguliert.
Anmerkungen:
In Australien dürfen Minderjährige auf privatem Grund nur alkoholische Getränke konsumiere, sofern das explizite Einverständnis der Erziehungsberechtigten vorliegt.
In Neuseeland ist dies für Minderjährige mit Zustimmung der Erziehungsberechtigten auch in Bars oder Restaurants außerhalb einer „restricted area“ möglich.
In Samoa ist der Alkoholkonsum für Minderjährige in der Öffentlichkeit im Beisein und mit der Erlaubnis der Erziehungsberechtigten gestattet.

| Land                               | Bundesstaat/Region/Provinz         | De jure | De jure | De jure             | De jure             | Anmerkungen |
| Land                               | Bundesstaat/Region/Provinz         | Konsumverbot für Minderjährige | Konsumverbot für Minderjährige                                                                                    | Mindestalter Erwerb | Mindestalter Erwerb | Anmerkungen |
| Land                               | Bundesstaat/Region/Provinz         | Privat | Öffentlich | Gaststätten         | Einzelhandel        | Anmerkungen |
| ---------------------------------- | ---------------------------------- | --- | --- | ------------------- | ------------------- | --- |
| Australien                         | Australian Capital Territory       | Ja (mit expliziter Zustimmung des Erziehungsberechtigten und in Moderation) / · Nein (ohne expliziter Zustimmung oder durch Dritte) | Ja | 18                  | 18                  | Der Verkauf und Ausschank sowie auch die Weitergabe von alkoholischen Getränken an Personen unter 18 Jahren ist verboten. Auch darf es Minderjährigen nicht gestattet werden Alkohol zu konsumieren. Betreiber eines Schankbetriebes haben die Pflicht gefälschte Ausweisdokumente zu konfiszieren. Straffrei bleiben Betreiber, wenn der Minderjährige beim Tatzeitpunkt das 16. Lebensjahr vollendet hat, und der Alkohol nur aufgrund eines gefälschten Ausweisdokumentes verkauft oder abgegeben worden ist. |
| Australien                         | New South Wales                    | Ja (mit expliziter Zustimmung des Erziehungsberechtigten und in Moderation) / · Nein (ohne expliziter Zustimmung oder durch Dritte) | Ja | 18                  | 18                  | Der Verkauf und Ausschank sowie auch die Weitergabe von alkoholischen Getränken an Personen unter 18 Jahren ist verboten. Auch darf es Minderjährigen nicht gestattet werden Alkohol zu konsumieren. Der Gesetzgeber sieht eine Ausnahmeregelung vor, nach der es Eltern oder einem gesetzlichen volljährigen Vertreter gestattet ist einem Minderjährigen in einem „Licensed Premises“ in deren Beisein Alkohol zu konsumieren. Straffrei bleiben Betreiber, wenn der Minderjährige beim Tatzeitpunkt das 14. Lebensjahr vollendet hat, und der Alkohol nur aufgrund eines gefälschten Ausweisdokumentes verkauft oder abgegeben worden ist.                  |
| Australien                         | Northern Territory                 | Ja (mit expliziter Zustimmung des Erziehungsberechtigten und in Moderation) / · Nein (ohne expliziter Zustimmung oder durch Dritte) | Ja | 18                  | 18                  | Der Verkauf und Ausschank sowie auch die Weitergabe von alkoholischen Getränken an Personen unter 18 Jahren ist verboten. Auch darf es Minderjährigen nicht gestattet werden Alkohol zu konsumieren. Betreiber eines Schankbetriebes haben die Pflicht gefälschte Ausweisdokumente zu konfiszieren. Straffrei bleiben Betreiber, wenn der Minderjährige beim Tatzeitpunkt das 16. Lebensjahr vollendet hat, und der Alkohol nur aufgrund eines gefälschten Ausweisdokumentes verkauft oder abgegeben worden ist. |
| Australien                         | Queensland                         | Ja (mit expliziter Zustimmung des Erziehungsberechtigten und in Moderation) / · Nein (ohne expliziter Zustimmung oder durch Dritte) | Ja | 18                  | 18                  | Der Verkauf und Ausschank sowie auch die Weitergabe von alkoholischen Getränken an Personen unter 18 Jahren ist verboten. Auf einem privaten Grundstück darf Alkohol nur durch einen verantwortlichen Erwachsenen an einen Minderjährigen abgegeben werden, und dies auch nur im geregelten maßen. |
| Australien                         | South Australia                    | Ja (mit expliziter Zustimmung des Erziehungsberechtigten und in Moderation) / · Nein (ohne expliziter Zustimmung oder durch Dritte) | Ja | 18                  | 18                  | Der Verkauf und Ausschank sowie auch die Weitergabe von alkoholischen Getränken an Personen unter 18 Jahren ist verboten. Der Gesetzgeber sieht eine Ausnahmeregelung vor, nach der es Eltern oder einem gesetzlichen volljährigen Vertreter gestattet ist einem Minderjährigen in einem „Licensed Premises“ in deren Beisein Alkohol zu konsumieren. |
| Australien                         | Tasmanien                          | Ja (mit expliziter Zustimmung des Erziehungsberechtigten und in Moderation) / · Nein (ohne expliziter Zustimmung oder durch Dritte) | Ja | 18                  | 18                  | Der Verkauf und Ausschank sowie auch die Weitergabe von alkoholischen Getränken an Personen unter 18 Jahren ist verboten. Auch dürfen Minderjährige nicht im Auftrag eines Erwachsenen Alkohol erwerben oder im Auftrag eines Erwachsenen Alkohol entgegennehmen |
| Australien                         | Victoria                           | Ja (mit expliziter Zustimmung des Erziehungsberechtigten und in Moderation) / · Nein (ohne expliziter Zustimmung oder durch Dritte) | Ja | 18                  | 18                  | Der Verkauf und Ausschank sowie auch die Weitergabe von alkoholischen Getränken an Personen unter 18 Jahren ist verboten. Auch dürfen Minderjährige nicht im Auftrag eines Erwachsenen Alkohol erwerben oder im Auftrag eines Erwachsenen Alkohol entgegennehmen. Die Nutzung eines fremden oder gefälschten Ausweises zum Alkoholkauf ist eine Straftat |
| Australien                         | Western Australia                  | Ja (mit expliziter Zustimmung des Erziehungsberechtigten und in Moderation) / · Nein (ohne expliziter Zustimmung oder durch Dritte) | Ja | 18                  | 18                  | Der Verkauf und Ausschank sowie auch die Weitergabe von alkoholischen Getränken an Personen unter 18 Jahren ist verboten. |
| Fidschi                            | Fidschi                            | Ja | Ja | 18                  | 18                  | Bis zum Jahr 2006 galt ein Mindestalter von 18 Jahren. Nach den Parlamentswahlen des Jahres 2006 erhöhte die Regierung das Mindestalter zum Erwerbs und Konsum von Alkohol auf 21 Jahre. Diese Regelung hielt bis 2009 an, als das Mindestalter wieder auf 18 Jahre herabgesetzt wurde. |
| Föderierte Staaten von Mikronesien | Föderierte Staaten von Mikronesien | Ja | Ja | 21                  | 21                  | Gemäß den nationalen Gesetzen und den Gesetzen der Bundesstaaten ist es untersagt, alkoholische Getränke an Personen unter 21 Jahren zu verkaufen oder weiterzugeben. Ebenso ist es Minderjährigen nicht gestattet, Alkohol zu konsumieren. |
| Neuseeland                         | Neuseeland                         | Ja (mit expliziter Zustimmung des Erziehungsberechtigten) / · Nein (ohne expliziter Zustimmung oder durch Dritte)                   | Ja (mit expliziter Zustimmung des Erziehungsberechtigten) / · Nein (ohne expliziter Zustimmung oder durch Dritte) | 18                  | 18                  | Es ist verboten, - an Minderjährige Alkohol abzugeben, zu verkaufen oder auszuschenken. (Ausnahme: Dem Minderjährigen wird der Alkohol von einem Elternteil oder einer Personensorgeberechtigten Person zum Konsum in einem lizenzierten Betrieb abgegeben. Diese Bestimmung gilt nicht wenn es sich bei dem Betrieb um eine „restricted area“ handelt.) - als Minderjähriger Alkohol zu kaufen. - für Minderjährige Alkohol zu kaufen oder zur Verfügung zu stellen (ausgenommen ist die obig genannte Ausnahmeregelung). - einen Minderjährigen Alkohol kaufen zu lassen, ausgenommen davon sind „Testkäufe“ die im Auftrag der Polizei durchgeführt werden. |
| Palau                              | Palau                              | Ja | Ja | 21                  | 21                  | Gemäß den gesetzlichen Bestimmungen ist es in lizenzierten Gaststätten oder Verkaufsstellen untersagt, alkoholische Getränke an Personen unter 21 Jahren abzugeben oder auszuschenken. Ebenso ist es Minderjährigen nicht gestattet, Alkohol zu konsumieren. |
| Papua-Neuguinea                    | Papua-Neuguinea                    | Nein | Ja | 18                  | 18                  | Gemäß den gesetzlichen Bestimmungen ist es in lizenzierten Gaststätten oder Verkaufsstellen nicht erlaubt, alkoholische Getränke an Personen unter 18 Jahren abzugeben. Ebenso ist es Minderjährigen nicht gestattet, Alkohol zu konsumieren. Diese Regelungen erstrecken sich jedoch nicht auf den privaten Bereich. |
| Samoa                              | Samoa                              | Nein | Ja (mit Zustimmung des Erziehungsberechtigten) / · Nein (ohne Zustimmung des Erziehungsberechtigten)              | 21                  | 21                  | Gemäß den gesetzlichen Regelungen ist es verboten, alkoholische Getränke an Personen unter 21 Jahren zu verkaufen oder auszuschenken. Ausnahmen gelten jedoch für Minderjährige, die in Begleitung ihrer Eltern in Bars und Restaurants Alkohol serviert bekommen dürfen. Diese Vorschriften erstrecken sich nicht auf den privaten Bereich. |
| Salomonen                          | Salomonen                          | Nein | Ja | 21                  | 21                  | Gemäß den gesetzlichen Regelungen ist es verboten, alkoholische Getränke an Personen unter 21 Jahren zu verkaufen oder auszuschenken. Ausnahmen gelten jedoch für Minderjährige, die in Begleitung ihrer Eltern in Bars und Restaurants Alkohol serviert bekommen dürfen. Diese Regeln erstrecken sich nicht auf den privaten Bereich. |
| Tokelau                            | Tokelau                            | Nein | Nein | 18                  | 18                  | Gemäß dem Strafgesetzbuch ist es verboten, Alkohol an Personen unter 18 Jahren abzugeben oder auszuschenken. Es gibt jedoch keine gesetzlichen Vorschriften, die den Konsum von Alkohol durch Minderjährige regeln. |
| Tonga                              | Tonga                              | Nein | Ja | 18                  | 18                  | Laut Medienberichten wurde im Jahr 2014 die Altersgrenze für den Konsum von Alkohol von 18 auf 21 Jahre angehoben. Allerdings sieht die aktuelle Fassung des „Intoxicating Liquor Act“ ein Mindestalter von 18 Jahren vor. |
| Vanuatu                            | Vanuatu                            | Ja | Ja | 18                  | 18                  | |
| Vereinigte Staaten                 | Amerikanisch-Samoa                 | Nein | Nein | 21                  | 21                  | Gemäß den gesetzlichen Bestimmungen ist es untersagt, alkoholische Getränke an Personen unter 21 Jahren zu verkaufen oder auszuschenken. Es gibt jedoch keine gesetzlichen Vorschriften, die den Konsum von alkoholischen Getränken durch Minderjährige regulieren. |
| Vereinigte Staaten                 | Guam                               | Ja | Ja | 21                  | 21                  | Das Alter wurde im Jahr 2010 von 18 auf 21 Jahre angehoben. |
| Vereinigte Staaten                 | Nördliche Marianen                 | Nein | Nein | 21                  | 21                  | Gemäß den gesetzlichen Bestimmungen ist es in lizenzierten Gaststätten oder Verkaufsstellen untersagt, alkoholische Getränke an Personen unter 21 Jahren abzugeben oder auszuschenken. Ebenso ist es Minderjährigen nicht gestattet, Alkohol zu konsumieren. |

## Debatte

### Argumente
Das Alkoholersterwerbsalter dient in erster Linie dazu, junge Menschen vor Alkohol-bedingten Krankheiten zu schützen.
Da sich das Gehirn von Kindern und Jugendlichen noch in der Entwicklung befindet, kann sich bei diesen häufiger und exzessiver Alkoholkonsum langfristig besonders negativ auf deren Gedächtnis und Denkfähigkeiten auswirken. Zudem wirkt Alkohol als Zellgift auf alle Organe, wobei Heranwachsende hierbei besonders gefährdet sind, da deren Organe noch nicht vollständig ausgebildet sind. Gerade jüngere Menschen würden die Gefahren von Alkohol oft unterschätzen.
Außerdem erhöht laut einer amerikanischen Studie ein früher Alkoholkonsum das Risiko einer späteren Abhängigkeit stark. Laut einer anderen Studie erhöht sich die pro Woche von Jugendlichen konsumierte Menge an Alkohol in Österreich ab Erreichen des Mindestalters von 16 Jahren um 90 Prozent, während die Wahrscheinlichkeit, mit einer Alkoholvergiftung ins Krankenhaus eingewiesen zu werden, um 42 Prozent steigt. Die Studie zieht basierend auf diesen Daten die Schlussfolgerung, dass der Alkoholkonsum seinen Abschreckeffekt verliere, sobald Jugendlichen das Mindestalter erreicht haben und ein niedriges Erwerbsalter Alkoholkonsum verharmlose und empfiehlt in diesem Zusammenhang eine Erhöhung des Erwerbsalters.
Viele Forscher und Experten sehen vor diesem Hintergrund ein hohes Alkoholersterwerbsalters als geeignete Maßnahme, um Kindern und Jugendlichen den Zugang zu alkoholischen Getränken zu verwehren bzw. zu erschweren und diese damit davor zu schützen, bis sie ein Alter erreicht haben, in dem man ihnen einen verantwortungsvollen Konsum zumuten kann. Zudem habe ein hohes Erwerbsalter eine Abschreckfunktion; Den Erwerb von alkoholischen Getränken bereits ab einem jungen Alter zu erlauben, vermittele jungen Menschen ein falsches Bild, indem es den Sachverhalt verharmlost.
Andere wiederum fordern in diesem Zusammenhang statt einer Anhebung des Alkoholersterwerbsalters höhere Alkoholpreise, sodass junge Menschen möglichst früh einen verantwortungsvollen Umgang mit Alkohol in angemessenen Mengen erlernen; Statt einer Abschreckfunktion habe ein hohes Erwerbsalter zur Folge, dass es für viele in der Pubertät besonders verlockend erscheint, illegal an alkoholische Getränke zu kommen, weshalb angenommen wird, dass nach einer Anhebung des Erwerbsalters besonders Minderjährige viel Alkohol konsumieren würden.
Eine Studie des RWI – Leibniz-Institut für Wirtschaftsforschung fand allerdings einen Zusammenhang zwischen dem Erreichen des 16. Lebensjahres und einem ab dann einsetzenden erhöhten Alkoholkonsum, was darauf schließen lässt, dass dieses befürchtete Szenario bereits mit der aktuell in Deutschland geltenden Regelung der Fall ist.
In einigen Ländern gilt ein gestaffeltes Alkoholersterwerbsalter, sodass Getränke mit geringerem Alkoholgehalt früher erworben werden können als hochprozentiger Alkohol.
Kritiker dieser Regelung führen an, die Prämisse, leichte alkoholische Getränke seien weniger schädlich, da sie weniger Alkohol enthalten, sei nicht haltbar, da man so viel von diesen konsumieren kann, dass sie genauso schädlich wirken.
Zudem bringe eine schrittweise Erlaubnis des Alkoholkonsums alleine – ebenso wie ein niedriges Erwerbsalter – noch keinem Jugendlichen zwangsläufig automatisch einen verantwortungsbewussten Umgang mit Alkohol bei, im Gegenteil: Die Wahrscheinlichkeit dafür, dass Jugendliche die Risiken von Alkohol leichtfertig ignorieren, sei mit einem geringen Alter um einiges höher. Ältere Menschen seien deutlich reifer und lernwilliger als jüngere und können zudem gewisse Mengen an Alkohol deutlich besser tolerieren.

### Positionen
Die Deutsche Hauptstelle für Suchtfragen empfiehlt, das Alkoholersterwerbsalter für sämtliche alkoholische Getränke in Deutschland auf 18 Jahre anzuheben.
Das Deutsche Krebsforschungszentrum, die Deutsche Krebshilfe und die Deutsche Krebsgesellschaft fordern, das Mindestalter für den Alkoholerwerb in Deutschland auf einheitlich 18 Jahre für alle Arten von alkoholhaltigen Getränken anzuheben.
In einer 2015 auf YouGov durchgeführten repräsentativen Umfrage sprach sich eine Mehrheit der 1252 Teilnehmer für eine Anhebung des Mindestalters in Deutschland auch für leichte alkoholische Getränke auf 18 Jahre aus.
In einer Umfrage des MDR sprachen sich 85 Prozent der rund 19.000 Teilnehmer für ein generelles Verkaufsverbot von Alkohol an Unter-18-Jährige aus.
Burkhard Blienert, Beauftragter der Bundesregierung für Sucht- und Drogenfragen, äußerte sich zum Thema Alkoholersterwerbsalter in Deutschland und spricht sich für eine Anhebung von diesem auf 18 Jahre für alle Arten von alkoholischen Getränken sowie die Abschaffung der Regelung des „begleiteten Trinkens“ ab 14 Jahren aus.
Die Landesstelle für Suchtfragen unterstützte diese Forderung. Vorsitzende Evelyn Popp argumentierte: „Rein medizinisch gibt es überhaupt keinen Grund, weshalb der Alkohol in Bier und Wein weniger gefährlich sein soll als der in Schnaps“.
Klaus Holetschek, Staatsminister des Bayerischen Staatsministeriums für Gesundheit und Pflege, setzt sich ebenfalls dafür ein, dass Alkohol in Deutschland ausschließlich an Volljährige verkauft wird und argumentiert, dass Alkoholkonsum für Kinder und Jugendliche ein besonders hohes Gesundheitsrisiko darstelle.

## Galerie

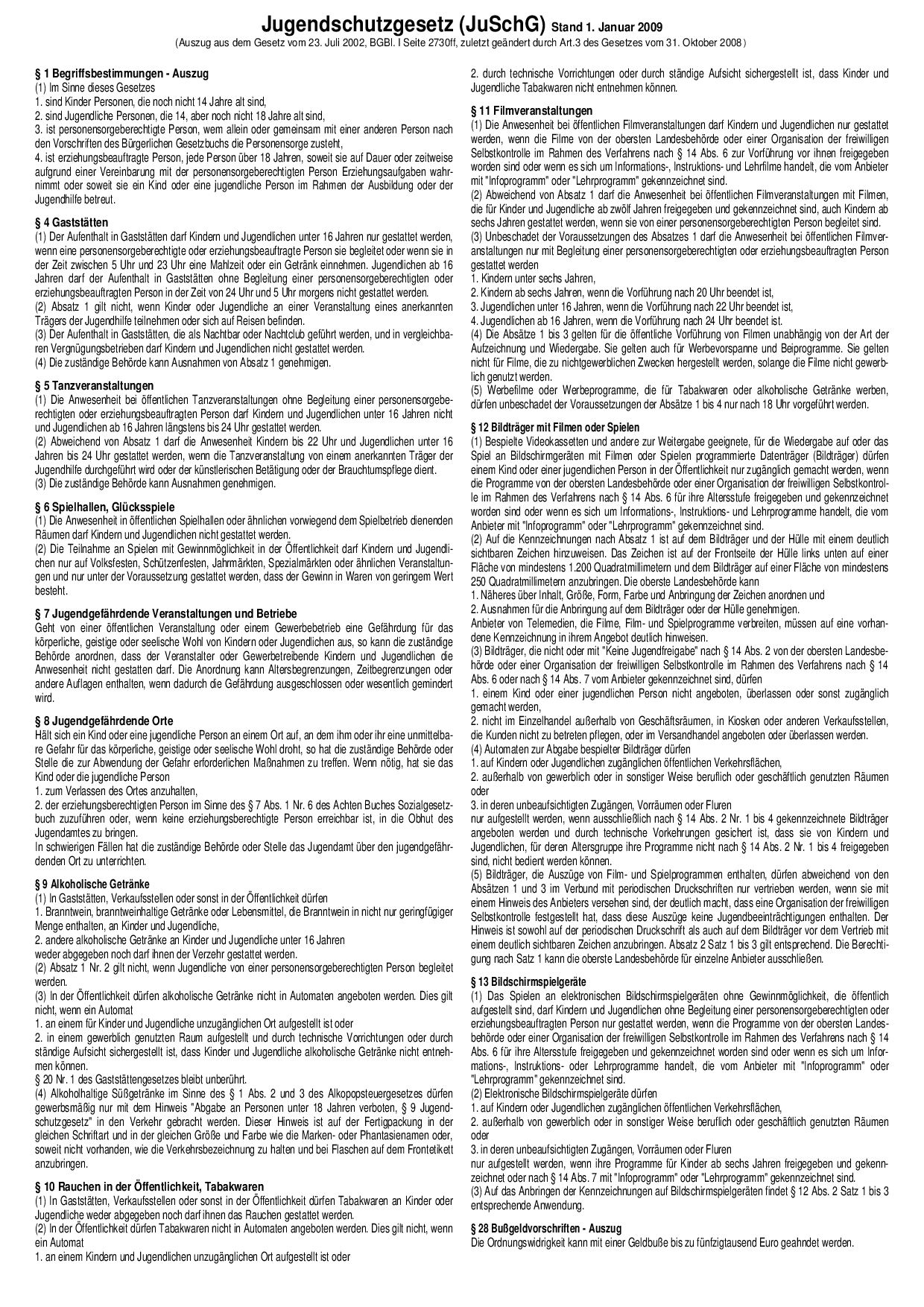
Jugendschutzgesetz Deutschland: Veranstalter und Gewerbetreibende müssen das Gesetz deutlich sichtbar und gut lesbar aushängen.
Verkaufsbestimmungen in Frankreich: Alle öffentlichen Verkaufsstellen haben die gesetzlichen Bestimmungen vor Ort anzubringen.
Ausschankbestimmungen in Frankreich: Alle öffentlichen Ausschankstellen (Bars, Restaurants, Cafés, und sonstige Gaststätten) haben die gesetzlichen Bestimmungen vor Ort anzubringen.
Verkaufsbestimmungen in Dänemark: Alle öffentlichen Verkaufsstellen haben die gesetzlichen Bestimmungen vor Ort anzubringen.
Verkaufs- und Ausschankbestimmungen in Belgien: Alle öffentlichen Verkaufs- und Ausschankstellen haben die gesetzlichen Bestimmungen vor Ort anzubringen.
Verkaufs- und Ausschankbestimmungen in Luxemburg: Der Aushang der gesetzlichen Bestimmungen ist freiwillig, und sollen beim Verkauf und Ausschank Gesetzesverstößen vorbeugen.
Verkaufs- und Ausschankbestimmungen in Italien: Die gesetzlichen Bestimmungen sollen in öffentlichen Lokalen und Verkaufsstellen ausghängt werden.
Verkaufs- und Ausschankbestimmungen in der Schweiz: Der Aushang der gesetzlichen Bestimmungen ist freiwillig, und sollen beim Verkauf und Ausschank Gesetzesverstößen vorbeugen.
Verkaufs- und Ausschankbestimmungen in Asturien: Alle öffentlichen Verkaufs- und Ausschankstellen haben die gesetzlichen Bestimmungen vor Ort anzubringen.
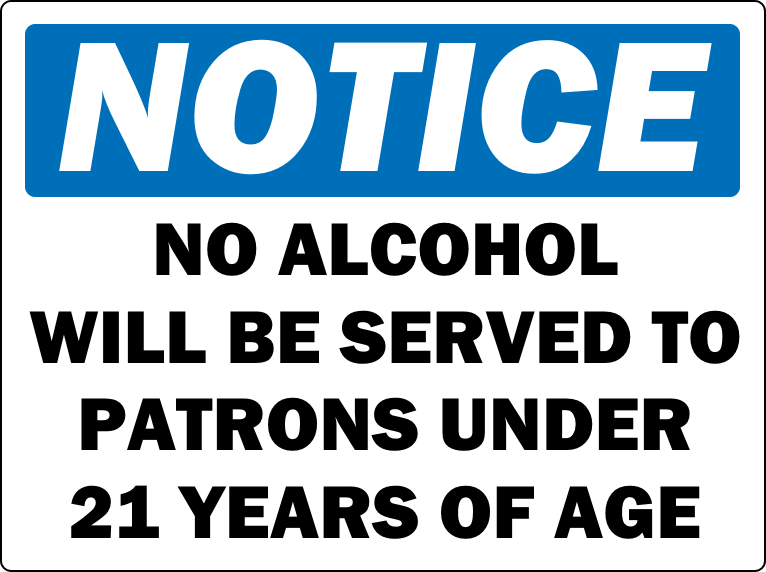
Ausschankbestimmungen der Vereinigten Staaten: Ein typisches Hinweisschild, welches in Bars, Tavernen und Restaurants ausgehängt wird.